# 九州・沖縄地方の郵便番号

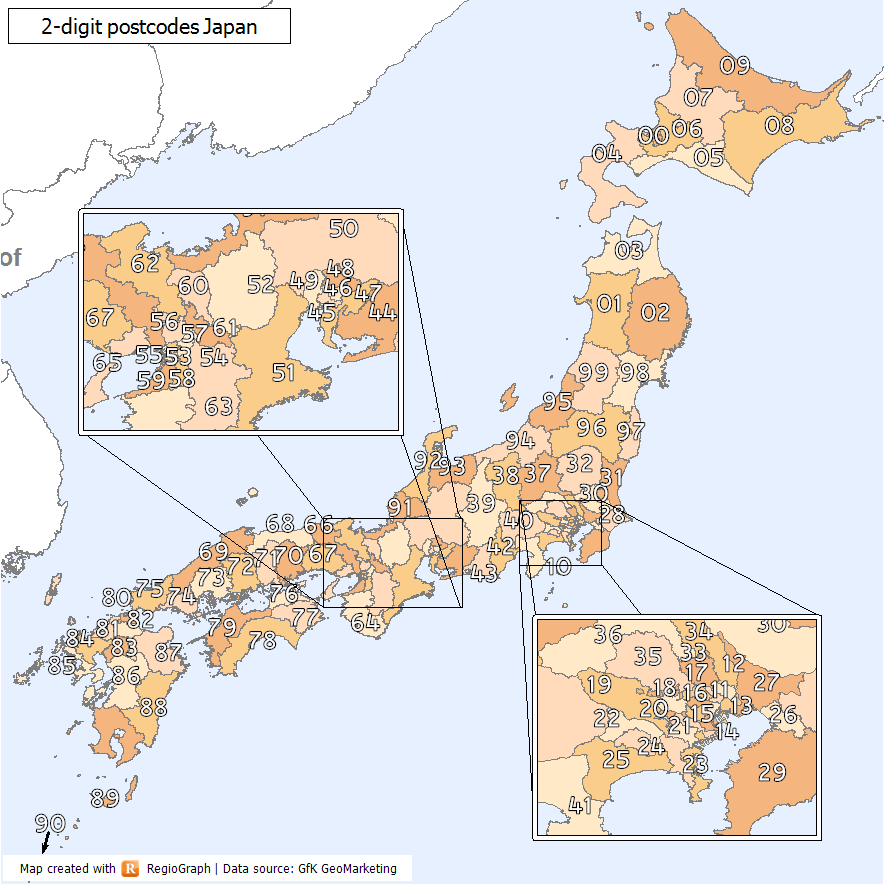
地域番号地図

九州・沖縄地方の郵便番号（きゅうしゅう・おきなわちほうのゆうびんばんごう）では、日本の九州地方および沖縄県に割り当てられた郵便番号の一覧を示す。

## 郵便番号一覧

### 表記法など
郵便番号と集配局・管轄局の情報は日本郵便が公表する資料に基づく。郵便番号の頭3桁または5桁を「郵便区番号」といい、下記の一覧に郵便番号の上5桁と一致するものがある場合はその5桁がそのまま郵便区番号となり、上5桁では一致するものがなく上3桁と一致する郵便区番号がある場合はその3桁が郵便区番号となる。
ここでは、資料「郵便区番号一覧」中の凡例より、番号に対し単一の郵便局が記されている場合は集配局・管轄局を同一として記し、「○○（●●）」の形式で記されている場合は括弧内に記された郵便局名（●●）を集配局、括弧の左に記された郵便局名（○○）を管轄局として表記している。なお、これは一部地域を除き2007年（平成19年）の郵政民営化から2012年（平成24年）の間の運営体系であった「郵便事業○○支店●●集配センター」の体制をそのまま引き継いだものである。
各郵便区・郵便番号と担当区域については「郵便番号データダウンロード」 (PDF) の資料を参照している。

### 地域番号80-83（福岡県、長崎県の壱岐・対馬地方を含む）
| 郵便区番号 | 管轄局           | 集配局           | 担当区域（一部または全域）     | 備考                                                                                       |
| ---------- | ---------------- | ---------------- | ------------------------------ | ------------------------------------------------------------------------------------------ |
| 800        | 門司郵便局       | 門司郵便局       | 北九州市門司区                 |                                                                                            |
| 800-01     | 門司郵便局       | 門司郵便局       | 北九州市門司区                 | 2017年まで恒見郵便局の担当                                                                 |
| 800-02     | 曽根郵便局       | 曽根郵便局       | 北九州市小倉南区               |                                                                                            |
| 800-03     | 門司郵便局       | 苅田郵便局       | 京都郡苅田町、北九州市小倉南区 |                                                                                            |
| 801        | 門司郵便局       | 門司郵便局       | 北九州市門司区                 | 2017年まで門司港郵便局の担当                                                               |
| 802        | 北九州中央郵便局 | 北九州中央郵便局 | 北九州市小倉北区、小倉南区     | 1999年まで一部区域は小倉西郵便局の担当                                                     |
| 803        | 小倉西郵便局     | 小倉西郵便局     | 北九州市小倉北区               |                                                                                            |
| 803-01     | 北九州中央郵便局 | 北九州中央郵便局 | 北九州市小倉南区               | 2015年まで石原町郵便局の担当 2017年まで西谷郵便局の担当                                    |
| 803-02     | 北九州中央郵便局 | 北九州中央郵便局 | 北九州市小倉南区               | 2017年まで西谷郵便局の担当                                                                 |
| 804        | 戸畑郵便局       | 戸畑郵便局       | 北九州市戸畑区                 |                                                                                            |
| 805        | 八幡郵便局       | 八幡郵便局       | 北九州市八幡東区               |                                                                                            |
| 806        | 八幡郵便局       | 八幡郵便局       | 北九州市八幡西区               | 2019年まで八幡西郵便局の担当                                                               |
| 807        | 八幡南郵便局     | 八幡南郵便局     | 遠賀郡水巻町、北九州市八幡西区 | 2002年まで折尾郵便局 2003年まで一部区域は八幡西郵便局の担当                                |
| 807-01     | 二島郵便局       | 二島郵便局       | 遠賀郡芦屋町                   | 2006年まで芦屋郵便局の担当                                                                 |
| 807-11     | 八幡南郵便局     | 八幡南郵便局     | 北九州市八幡西区               | 2003年まで香月郵便局の担当                                                                 |
| 807-12     | 八幡南郵便局     | 八幡南郵便局     | 北九州市八幡西区               | 2003年まで木屋瀬郵便局の担当                                                               |
| 807-13     | 八幡南郵便局     | 八幡南郵便局     | 鞍手郡鞍手町                   | 2016年まで鞍手郵便局の担当                                                                 |
| 808        | 若松郵便局       | 若松郵便局       | 北九州市若松区                 |                                                                                            |
| 808-01     | 二島郵便局       | 二島郵便局       | 北九州市若松区                 |                                                                                            |
| 809        | 八幡南郵便局     | 八幡南郵便局     | 中間市                         | 2016年まで中間郵便局の担当                                                                 |
| 810        | 福岡中央郵便局   | 福岡中央郵便局   | 福岡市中央区、博多区           |                                                                                            |
| 811        | 新福岡郵便局     | 新福岡郵便局     |                                | 無集配局                                                                                   |
| 811-01     | 和白郵便局       | 和白郵便局       | 糟屋郡新宮町                   | 2007年まで新宮郵便局の担当                                                                 |
| 811-02     | 和白郵便局       | 和白郵便局       | 福岡市東区                     |                                                                                            |
| 811-03     | 和白郵便局       | 和白郵便局       | 福岡市東区                     | 1997年まで西戸崎郵便局の担当                                                               |
| 811-11     | 新福岡郵便局     | 早良南郵便局     | 福岡市早良区                   |                                                                                            |
| 811-12     | 筑紫郵便局       | 筑紫郵便局       | 那珂川市                       | 1997年まで那珂川郵便局                                                                     |
| 811-13     | 筑紫郵便局       | 筑紫郵便局       | 福岡市南区                     | 1997年まで福岡南郵便局・博多南郵便局の担当                                                 |
| 811-21     | 粕屋南郵便局     | 粕屋南郵便局     | 糟屋郡宇美町、須恵町           | 2001年まで宇美郵便局（現・宇美本町郵便局）の担当                                           |
| 811-22     | 粕屋南郵便局     | 粕屋南郵便局     | 糟屋郡志免町、須恵町           | 2001年まで志免郵便局                                                                       |
| 811-23     | 粕屋南郵便局     | 粕屋南郵便局     | 糟屋郡粕屋町                   | 2007年まで長者原郵便局の担当                                                               |
| 811-24     | 粕屋南郵便局     | 粕屋南郵便局     | 糟屋郡篠栗町                   | 2007年まで篠栗郵便局の担当                                                                 |
| 811-25     | 福岡東郵便局     | 福岡東郵便局     | 糟屋郡久山町                   | 2007年まで久山郵便局の担当                                                                 |
| 811-31     | 古賀郵便局       | 古賀郵便局       | 古賀市                         |                                                                                            |
| 811-32     | 福間郵便局       | 福間郵便局       | 福津市                         |                                                                                            |
| 811-33     | 新福岡郵便局     | 津屋崎郵便局     | 福津市                         |                                                                                            |
| 811-34     | 宗像郵便局       | 宗像郵便局       | 宗像市                         | 2002年まで旧・宗像郵便局（現・宗像東郷郵便局）の担当                                       |
| 811-35     | 宗像郵便局       | 神湊郵便局       | 宗像市、福津市                 | 1985年まで一部区域は鐘崎郵便局の担当                                                       |
| 811-37     | 宗像郵便局       | 神湊郵便局       | 宗像市                         | 2007年まで大島郵便局の担当                                                                 |
| 811-41     | 宗像郵便局       | 宗像郵便局       | 宗像市                         | 2002年まで宗像東郵便局                                                                     |
| 811-42     | 宗像郵便局       | 宗像郵便局       | 遠賀郡岡垣町                   | 2017年まで岡垣郵便局の担当                                                                 |
| 811-43     | 宗像郵便局       | 遠賀川郵便局     | 遠賀郡遠賀町                   |                                                                                            |
| 811-51     | 新福岡郵便局     | 郷ノ浦郵便局     | 壱岐市<長崎県>                 | 1991年まで一部区域は湯本郵便局・渡良郵便局の担当                                           |
| 811-52     | 新福岡郵便局     | 石田郵便局       | 壱岐市<長崎県>                 |                                                                                            |
| 811-53     | 新福岡郵便局     | 芦辺郵便局       | 壱岐市<長崎県>                 |                                                                                            |
| 811-54     | 新福岡郵便局     | 芦辺郵便局       | 壱岐市<長崎県>                 | 2016年まで壱岐瀬戸郵便局の担当                                                             |
| 811-55     | 新福岡郵便局     | 勝本郵便局       | 壱岐市<長崎県>                 | 1991年まで一部区域は湯本郵便局の担当                                                       |
| 811-57     | 新福岡郵便局     | 芦辺郵便局       | 壱岐市<長崎県>                 | 2016年まで壱岐国分郵便局の担当                                                             |
| 812        | 博多北郵便局     | 博多北郵便局     | 福岡市博多区、東区             | 2010年まで旧・博多支店（博多郵便局）の担当 2012年まで博多支店                              |
| 812-08     | 博多北郵便局     | 博多北郵便局     | 福岡市博多区                   | 2007年まで博多南郵便局の担当 2010年まで旧・博多支店（博多郵便局）の担当 2012年まで博多支店 |
| 812-95     | 博多北郵便局     | 博多北郵便局     | 福岡市博多区                   | 2007年まで博多南郵便局の担当 2010年まで旧・博多支店（博多郵便局）の担当 2012年まで博多支店 |
| 812-96     | 博多北郵便局     | 博多北郵便局     | 福岡市博多区                   | 2007年まで博多南郵便局の担当 2010年まで旧・博多支店（博多郵便局）の担当 2012年まで博多支店 |
| 812-97     | 博多北郵便局     | 博多北郵便局     | 福岡市博多区                   | 2007年まで博多南郵便局の担当 2010年まで旧・博多支店（博多郵便局）の担当 2012年まで博多支店 |
| 813        | 福岡東郵便局     | 福岡東郵便局     | 福岡市東区、糟屋郡粕屋町       |                                                                                            |
| 814        | 早良郵便局       | 早良郵便局       | 福岡市早良区                   |                                                                                            |
| 814-01     | 城南郵便局       | 城南郵便局       | 福岡市城南区、早良区           |                                                                                            |
| 815        | 福岡南郵便局     | 福岡南郵便局     | 福岡市南区                     |                                                                                            |
| 816        | 博多南郵便局     | 博多南郵便局     | 春日市、大野城市               |                                                                                            |
| 817        | 新福岡郵便局     | 厳原集配分室     | 対馬市<長崎県>                 | 2021年まで厳原郵便局の担当                                                                 |
| 817-01     | 新福岡郵便局     | 豆酘郵便局       | 対馬市<長崎県>                 |                                                                                            |
| 817-02     | 新福岡郵便局     | 小茂田郵便局     | 対馬市<長崎県>                 |                                                                                            |
| 817-03     | 新福岡郵便局     | 鶏知郵便局       | 対馬市<長崎県>                 |                                                                                            |
| 817-04     | 新福岡郵便局     | 尾崎郵便局       | 対馬市<長崎県>                 |                                                                                            |
| 817-05     | 新福岡郵便局     | 竹敷郵便局       | 対馬市<長崎県>                 |                                                                                            |
| 817-11     | 新福岡郵便局     | 豊玉郵便局       | 対馬市<長崎県>                 | 2007年まで小船越郵便局の担当                                                               |
| 817-12     | 新福岡郵便局     | 豊玉郵便局       | 対馬市<長崎県>                 |                                                                                            |
| 817-13     | 新福岡郵便局     | 峯郵便局         | 対馬市<長崎県>                 |                                                                                            |
| 817-14     | 新福岡郵便局     | 対馬佐賀郵便局   | 対馬市<長崎県>                 | 1989年まで一部区域は志多賀郵便局の担当                                                     |
| 817-15     | 新福岡郵便局     | 鹿見郵便局       | 対馬市<長崎県>                 |                                                                                            |
| 817-16     | 新福岡郵便局     | 比田勝郵便局     | 対馬市<長崎県>                 | 2007年まで佐須奈郵便局の担当                                                               |
| 817-17     | 新福岡郵便局     | 比田勝郵便局     | 対馬市<長崎県>                 |                                                                                            |
| 817-22     | 新福岡郵便局     | 対馬佐賀郵便局   | 対馬市<長崎県>                 | 2018年まで小鹿郵便局の担当                                                                 |
| 817-23     | 新福岡郵便局     | 琴郵便局         | 対馬市<長崎県>                 |                                                                                            |
| 818        | 筑紫野郵便局     | 筑紫野郵便局     | 筑紫野市                       |                                                                                            |
| 818-01     | 筑紫野郵便局     | 筑紫野郵便局     | 太宰府市                       | 2017年まで太宰府郵便局の担当                                                               |
| 819        | 福岡西郵便局     | 福岡西郵便局     | 福岡市西区                     |                                                                                            |
| 819-01     | 福岡西郵便局     | 福岡西郵便局     | 福岡市西区                     | 2025年まで今宿郵便局の担当                                                                 |
| 819-02     | 前原郵便局       | 前原郵便局       | 福岡市西区                     | 2015年まで北崎郵便局の担当                                                                 |
| 819-03     | 前原郵便局       | 前原郵便局       | 福岡市西区                     | 2015年まで周船寺郵便局の担当                                                               |
| 819-11     | 前原郵便局       | 前原郵便局       | 糸島市                         |                                                                                            |
| 819-13     | 前原郵便局       | 前原郵便局       | 糸島市                         | 2007年まで志摩郵便局の担当                                                                 |
| 819-15     | 前原郵便局       | 前原郵便局       | 糸島市                         | 2003年まで怡土郵便局の担当                                                                 |
| 819-16     | 前原郵便局       | 前原郵便局       | 糸島市                         | 2007年まで二丈郵便局の担当                                                                 |
| 820        | 飯塚郵便局       | 飯塚郵便局       | 飯塚市                         |                                                                                            |
| 820-01     | 飯塚郵便局       | 飯塚郵便局       | 飯塚市                         | 2007年まで庄内郵便局の担当                                                                 |
| 820-02     | 飯塚郵便局       | 飯塚郵便局       | 嘉麻市                         | 2007年まで稲築郵便局の担当                                                                 |
| 820-03     | 飯塚郵便局       | 上山田郵便局     | 嘉麻市                         | 2019年まで嘉穂郵便局の担当                                                                 |
| 820-05     | 飯塚郵便局       | 飯塚郵便局       | 嘉麻市                         | 2007年まで碓井郵便局の担当                                                                 |
| 820-06     | 飯塚郵便局       | 飯塚郵便局       | 嘉穂郡桂川町                   | 2007年まで桂川郵便局の担当                                                                 |
| 820-07     | 飯塚郵便局       | 飯塚郵便局       | 飯塚市                         | 2007年まで筑穂郵便局の担当                                                                 |
| 820-11     | 飯塚郵便局       | 飯塚郵便局       | 鞍手郡小竹町、飯塚市           | 2016年まで小竹郵便局の担当                                                                 |
| 821        | 飯塚郵便局       | 上山田郵便局     | 嘉麻市                         |                                                                                            |
| 822        | 直方郵便局       | 直方郵便局       | 直方市                         |                                                                                            |
| 822-01     | 直方郵便局       | 直方郵便局       | 宮若市                         | 2007年まで若宮郵便局の担当                                                                 |
| 822-11     | 伊田郵便局       | 赤池郵便局       | 田川郡福智町                   |                                                                                            |
| 822-12     | 伊田郵便局       | 金田郵便局       | 田川郡福智町                   |                                                                                            |
| 822-13     | 伊田郵便局       | 糸田郵便局       | 田川郡糸田町                   |                                                                                            |
| 822-14     | 伊田郵便局       | 香春郵便局       | 田川郡香春町                   |                                                                                            |
| 823        | 直方郵便局       | 直方郵便局       | 宮若市                         | 2007年まで宮田郵便局の担当                                                                 |
| 824        | 行橋郵便局       | 行橋郵便局       | 行橋市                         |                                                                                            |
| 824-01     | 行橋郵便局       | 豊津郵便局       | 京都郡みやこ町                 |                                                                                            |
| 824-02     | 行橋郵便局       | 犀川郵便局       | 京都郡みやこ町                 | 1989年まで一部区域は城井郵便局の担当                                                       |
| 824-04     | 伊田郵便局       | 豊前川崎郵便局   | 田川郡添田町、赤村             | 2015年まで油須原郵便局の担当                                                               |
| 824-05     | 伊田郵便局       | 豊前川崎郵便局   | 田川郡大任町                   | 2015年まで大任郵便局の担当                                                                 |
| 824-06     | 伊田郵便局       | 豊前川崎郵便局   | 田川郡添田町                   | 2015年まで添田郵便局の担当                                                                 |
| 824-07     | 伊田郵便局       | 豊前川崎郵便局   | 田川郡添田町                   | 2007年まで彦山郵便局の担当 2015年まで添田郵便局の担当                                      |
| 824-08     | 行橋郵便局       | 勝山郵便局       | 京都郡みやこ町                 |                                                                                            |
| 825        | 伊田郵便局       | 伊田郵便局       | 田川市                         |                                                                                            |
| 826        | 伊田郵便局       | 後藤寺郵便局     | 田川郡川崎町、田川市           |                                                                                            |
| 827        | 伊田郵便局       | 豊前川崎郵便局   | 田川郡川崎町                   |                                                                                            |
| 828        | 豊前郵便局       | 豊前郵便局       | 豊前市                         | 1992年まで一部区域は合河郵便局の担当                                                       |
| 829-01     | 行橋郵便局       | 築城郵便局       | 築上郡築上町                   | 1989年まで一部区域は下城井郵便局の担当                                                     |
| 829-03     | 行橋郵便局       | 椎田郵便局       | 築上郡築上町                   |                                                                                            |
| 830        | 久留米郵便局     | 久留米郵便局     | 久留米市                       | 1995年まで一部区域は久留米南郵便局（現・荒木駅前郵便局）の担当                             |
| 830-01     | 久留米東郵便局   | 三潴郵便局       | 久留米市                       |                                                                                            |
| 830-02     | 久留米東郵便局   | 城島郵便局       | 久留米市                       |                                                                                            |
| 830-04     | 久留米東郵便局   | 大木郵便局       | 三潴郡大木町                   |                                                                                            |
| 830-11     | 久留米東郵便局   | 久留米東郵便局   | 久留米市                       | 2016年まで北野郵便局の担当                                                                 |
| 830-12     | 小郡郵便局       | 小郡郵便局       | 三井郡大刀洗町                 | 2016年まで大刀洗郵便局の担当                                                               |
| 831        | 大川郵便局       | 大川郵便局       | 大川市                         |                                                                                            |
| 832        | 柳川郵便局       | 柳川郵便局       | 柳川市                         | 1982年まで一部区域は昭代郵便局（現・柳川昭代郵便局）の担当                                 |
| 833        | 筑後郵便局       | 筑後郵便局       | 筑後市                         |                                                                                            |
| 834        | 八女郵便局       | 八女郵便局       | 八女市                         | 1990年まで一部区域は辺春郵便局の担当                                                       |
| 834-01     | 八女郵便局       | 広川郵便局       | 八女郡広川町                   |                                                                                            |
| 834-02     | 八女郵便局       | 星野郵便局       | 八女市                         |                                                                                            |
| 834-11     | 八女郵便局       | 黒木郵便局       | 八女市                         | 2007年まで上陽郵便局の担当                                                                 |
| 834-12     | 八女郵便局       | 黒木郵便局       | 八女市                         | 1990年まで一部区域は大渕郵便局の担当                                                       |
| 834-14     | 八女郵便局       | 矢部郵便局       | 八女市                         |                                                                                            |
| 835        | 大牟田郵便局     | 瀬高郵便局       | みやま市                       |                                                                                            |
| 835-01     | 大牟田郵便局     | 瀬高郵便局       | みやま市                       | 2015年まで原町郵便局の担当                                                                 |
| 836        | 大牟田郵便局     | 大牟田郵便局     | 大牟田市                       |                                                                                            |
| 837        | 大牟田郵便局     | 大牟田郵便局     | 大牟田市                       | 2016年まで三池郵便局の担当                                                                 |
| 838        | 甘木郵便局       | 甘木郵便局       | 朝倉市、朝倉郡筑前町           | 1990年まで一部区域は秋月郵便局・三奈木郵便局の担当                                         |
| 838-01     | 小郡郵便局       | 小郡郵便局       | 小郡市                         |                                                                                            |
| 838-02     | 甘木郵便局       | 夜須郵便局       | 朝倉郡筑前町                   |                                                                                            |
| 838-13     | 甘木郵便局       | 朝倉郵便局       | 朝倉市                         | 1989年まで一部区域は大福郵便局の担当                                                       |
| 838-15     | 甘木郵便局       | 杷木郵便局       | 朝倉市                         | 1993年まで一部区域は志波郵便局の担当                                                       |
| 838-16     | 甘木郵便局       | 杷木郵便局       | 朝倉郡東峰村                   | 2007年まで小石原郵便局の担当                                                               |
| 838-17     | 甘木郵便局       | 杷木郵便局       | 朝倉郡東峰村                   | 2007年まで宝珠山郵便局の担当                                                               |
| 839        | 久留米東郵便局   | 久留米東郵便局   | 久留米市                       | 1995年まで一部区域は善導寺郵便局の担当                                                     |
| 839-02     | 大牟田郵便局     | 江浦郵便局       | みやま市、柳川市               |                                                                                            |
| 839-12     | 久留米東郵便局   | 田主丸郵便局     | 久留米市                       |                                                                                            |
| 839-13     | 久留米東郵便局   | うきは郵便局     | うきは市                       | 2016年まで吉井郵便局の担当                                                                 |
| 839-14     | 久留米東郵便局   | うきは郵便局     | うきは市、日田市<大分県>       |                                                                                            |

### 地域番号84（佐賀県）
| 郵便区番号 | 管轄局         | 集配局         | 担当区域（一部または全域） | 備考                                                         |
| ---------- | -------------- | -------------- | -------------------------- | ------------------------------------------------------------ |
| 840        | 佐賀中央郵便局 | 佐賀中央郵便局 | 佐賀市                     |                                                              |
| 840-02     | 佐賀北郵便局   | 佐賀北郵便局   | 佐賀市                     | 2007年まで春日郵便局の担当                                   |
| 840-05     | 佐賀北郵便局   | 古湯郵便局     | 佐賀市                     | 1992年まで一部区域は三反田郵便局・北山郵便局の担当           |
| 840-11     | 鳥栖郵便局     | 肥前中原郵便局 | 三養基郡みやき町           | 2015年まで江見郵便局の担当                                   |
| 840-21     | 佐賀北郵便局   | 諸富郵便局     | 佐賀市                     |                                                              |
| 840-22     | 佐賀北郵便局   | 早津江郵便局   | 佐賀市                     | 1991年まで一部区域は川副西郵便局の担当                       |
| 841        | 鳥栖郵便局     | 鳥栖郵便局     | 鳥栖市                     | 1971年まで一部区域は田代郵便局（現・鳥栖田代郵便局）の担当   |
| 841-02     | 鳥栖郵便局     | 基山郵便局     | 三養基郡基山町             |                                                              |
| 842        | 神埼郵便局     | 神埼郵便局     | 神埼市、神埼郡吉野ヶ里町   |                                                              |
| 842-01     | 鳥栖郵便局     | 仁比山郵便局   | 神埼郡吉野ヶ里町、神埼市   |                                                              |
| 842-02     | 鳥栖郵便局     | 脊振郵便局     | 神埼市                     |                                                              |
| 842-03     | 佐賀北郵便局   | 三瀬郵便局     | 佐賀市                     |                                                              |
| 843        | 武雄郵便局     | 武雄郵便局     | 武雄市                     |                                                              |
| 843-01     | 武雄郵便局     | 武雄郵便局     | 武雄市                     | 2007年まで若木郵便局の担当                                   |
| 843-02     | 武雄郵便局     | 武雄郵便局     | 武雄市                     | 2007年まで西川登郵便局の担当                                 |
| 843-03     | 武雄郵便局     | 嬉野郵便局     | 嬉野市                     |                                                              |
| 844        | 伊万里郵便局   | 有田郵便局     | 西松浦郡有田町             |                                                              |
| 845        | 佐賀北郵便局   | 小城郵便局     | 小城市                     |                                                              |
| 846        | 武雄郵便局     | 多久郵便局     | 多久市                     |                                                              |
| 847        | 唐津郵便局     | 唐津郵便局     | 唐津市                     | 1990年まで一部区域は切木郵便局の担当                         |
| 847-01     | 唐津郵便局     | 佐志郵便局     | 唐津市                     | 1991年まで一部区域は湊郵便局の担当                           |
| 847-03     | 唐津郵便局     | 呼子郵便局     | 唐津市                     |                                                              |
| 847-04     | 唐津郵便局     | 呼子郵便局     | 唐津市                     | 2007年まで名護屋郵便局の担当                                 |
| 847-11     | 唐津郵便局     | 浜崎郵便局     | 唐津市                     | 2015年まで七山郵便局の担当                                   |
| 847-12     | 唐津郵便局     | 徳須恵郵便局   | 唐津市                     |                                                              |
| 847-14     | 唐津郵便局     | 高串郵便局     | 東松浦郡玄海町             | 2015年まで玄海郵便局の担当                                   |
| 847-15     | 唐津郵便局     | 高串郵便局     | 唐津市                     | 1990年まで一部区域は切木郵便局の担当                         |
| 848        | 伊万里郵便局   | 伊万里郵便局   | 伊万里市                   | 1992年まで一部区域は南波多郵便局の担当                       |
| 848-01     | 伊万里郵便局   | 黒川郵便局     | 伊万里市                   | 1990年まで一部区域は波多津郵便局の担当                       |
| 848-04     | 伊万里郵便局   | 福島郵便局     | 松浦市<長崎県>             | 1993年まで「859-41」                                         |
| 849        | 佐賀北郵便局   | 佐賀北郵便局   | 佐賀市                     | 1990年まで一部区域は川久保郵便局の担当 1990年まで「840-01」  |
| 849-01     | 鳥栖郵便局     | 肥前中原郵便局 | 三養基郡上峰町、みやき町   |                                                              |
| 849-02     | 佐賀中央郵便局 | 佐賀中央郵便局 | 佐賀市                     | 2023年まで久保田郵便局の担当                                 |
| 849-03     | 佐賀北郵便局   | 小城郵便局     | 小城市                     | 2018年まで牛津郵便局の担当                                   |
| 849-04     | 武雄郵便局     | 白石郵便局     | 杵島郡白石町               | 2007年まで住ノ江郵便局の担当                                 |
| 849-05     | 武雄郵便局     | 山口郵便局     | 杵島郡江北町               |                                                              |
| 849-11     | 武雄郵便局     | 白石郵便局     | 杵島郡白石町               |                                                              |
| 849-12     | 武雄郵便局     | 有明郵便局     | 杵島郡白石町               |                                                              |
| 849-13     | 鹿島郵便局     | 鹿島郵便局     | 鹿島市                     | 1990年まで一部区域は浜郵便局の担当                           |
| 849-14     | 武雄郵便局     | 塩田郵便局     | 嬉野市                     |                                                              |
| 849-16     | 武雄郵便局     | 多良郵便局     | 藤津郡太良町               |                                                              |
| 849-21     | 武雄郵便局     | 武雄郵便局     | 杵島郡大町町               | 2007年まで大町郵便局の担当                                   |
| 849-22     | 武雄郵便局     | 武雄郵便局     | 武雄市                     | 2007年まで北方郵便局の担当                                   |
| 849-23     | 武雄郵便局     | 武雄郵便局     | 武雄市                     | 2007年まで三間坂郵便局の担当                                 |
| 849-31     | 武雄郵便局     | 多久郵便局     | 唐津市                     | 2015年まで厳木郵便局の担当                                   |
| 849-32     | 唐津郵便局     | 相知郵便局     | 唐津市                     |                                                              |
| 849-41     | 伊万里郵便局   | 有田郵便局     | 西松浦郡有田町             | 2015年まで蔵宿郵便局の担当                                   |
| 849-42     | 伊万里郵便局   | 楠久郵便局     | 伊万里市                   |                                                              |
| 849-51     | 唐津郵便局     | 浜崎郵便局     | 唐津市                     |                                                              |
| 849-52     | 伊万里郵便局   | 大川野郵便局   | 伊万里市                   | 1990年まで一部区域は松浦郵便局（現・伊万里松浦郵便局）の担当 |

### 地域番号85（長崎県、ただし壱岐・対馬地方を除く）
| 郵便区番号 | 管轄局         | 集配局         | 担当区域（一部または全域） | 備考                                                                                  |
| ---------- | -------------- | -------------- | -------------------------- | ------------------------------------------------------------------------------------- |
| 850        | 長崎中央郵便局 | 長崎中央郵便局 | 長崎市                     |                                                                                       |
| 851-01     | 長崎東郵便局   | 長崎東郵便局   | 長崎市                     |                                                                                       |
| 851-02     | 長崎中央郵便局 | 茂木郵便局     | 長崎市                     |                                                                                       |
| 851-03     | 長崎中央郵便局 | 深堀郵便局     | 長崎市                     |                                                                                       |
| 851-04     | 長崎中央郵便局 | 三和郵便局     | 長崎市                     |                                                                                       |
| 851-05     | 長崎中央郵便局 | 野母崎郵便局   | 長崎市                     |                                                                                       |
| 851-11     | 西彼杵郵便局   | 式見郵便局     | 長崎市                     |                                                                                       |
| 851-12     | 長崎中央郵便局 | 長崎中央郵便局 | 長崎市                     | 2007年まで伊王島郵便局の担当                                                          |
| 851-13     | 長崎中央郵便局 | 長崎中央郵便局 | 長崎市                     | 2007年まで高島郵便局の担当                                                            |
| 851-21     | 西彼杵郵便局   | 西彼杵郵便局   | 西彼杵郡時津町、長与町     | 1997年まで一部区域は長与郵便局の担当                                                  |
| 851-22     | 西彼杵郵便局   | 三重郵便局     | 長崎市                     |                                                                                       |
| 851-23     | 西彼杵郵便局   | 黒崎郵便局     | 長崎市                     |                                                                                       |
| 851-24     | 西彼杵郵便局   | 黒崎郵便局     | 長崎市                     | 2015年まで神浦郵便局の担当                                                            |
| 851-31     | 西彼杵郵便局   | 村松郵便局     | 長崎市                     |                                                                                       |
| 851-32     | 西彼杵郵便局   | 村松郵便局     | 長崎市                     | 2007年まで長浦郵便局の担当                                                            |
| 851-33     | 西彼杵郵便局   | 亀岳郵便局     | 西海市                     |                                                                                       |
| 851-34     | 西彼杵郵便局   | 亀岳郵便局     | 西海市                     | 2007年まで大串郵便局の担当                                                            |
| 851-35     | 西彼杵郵便局   | 西海郵便局     | 西海市                     | 1992年まで一部区域は面高郵便局の担当                                                  |
| 852        | 長崎北郵便局   | 長崎北郵便局   | 長崎市                     |                                                                                       |
| 853        | 福江郵便局     | 福江郵便局     | 五島市                     | 1991年まで一部区域は大浜郵便局・崎山郵便局の担当 1991年まで一部区域は奥浦郵便局の担当 |
| 853-02     | 福江郵便局     | 富江郵便局     | 五島市                     |                                                                                       |
| 853-03     | 福江郵便局     | 二本楠郵便局   | 五島市                     |                                                                                       |
| 853-04     | 福江郵便局     | 玉之浦郵便局   | 五島市                     |                                                                                       |
| 853-05     | 福江郵便局     | 荒川郵便局     | 五島市                     |                                                                                       |
| 853-06     | 福江郵便局     | 三井楽郵便局   | 五島市                     |                                                                                       |
| 853-07     | 福江郵便局     | 岐宿郵便局     | 五島市                     | 1991年まで一部区域は奥浦郵便局の担当                                                  |
| 853-21     | 福江郵便局     | 福江郵便局     | 五島市                     | 2007年まで久賀島郵便局の担当                                                          |
| 853-22     | 福江郵便局     | 奈留島郵便局   | 五島市                     |                                                                                       |
| 853-23     | 福江郵便局     | 若松郵便局     | 南松浦郡新上五島町         | 1992年まで一部区域は岩瀬浦郵便局の担当                                                |
| 853-24     | 福江郵便局     | 福江郵便局     | 五島市                     | 2007年まで五島椛島郵便局の担当                                                        |
| 853-31     | 福江郵便局     | 奈良尾郵便局   | 南松浦郡新上五島町         | 1992年まで一部区域は岩瀬浦郵便局の担当                                                |
| 853-33     | 佐世保郵便局   | 青方郵便局     | 南松浦郡新上五島町         | 2003年まで鯛之浦郵便局の担当                                                          |
| 854        | 諫早郵便局     | 諫早郵便局     | 諫早市                     |                                                                                       |
| 854-01     | 大村郵便局     | 有喜郵便局     | 諫早市                     |                                                                                       |
| 854-02     | 大村郵便局     | 森山郵便局     | 諫早市                     |                                                                                       |
| 854-03     | 大村郵便局     | 千々石郵便局   | 雲仙市                     | 2007年まで愛野郵便局の担当                                                            |
| 854-04     | 大村郵便局     | 千々石郵便局   | 雲仙市                     |                                                                                       |
| 854-05     | 大村郵便局     | 小浜郵便局     | 雲仙市                     |                                                                                       |
| 854-06     | 大村郵便局     | 小浜郵便局     | 雲仙市                     | 1989年まで雲仙郵便局の担当                                                            |
| 854-07     | 大村郵便局     | 南串山郵便局   | 雲仙市                     |                                                                                       |
| 854-11     | 長崎東郵便局   | 長崎東郵便局   | 諫早市                     | 2018年まで飯盛郵便局の担当                                                            |
| 855        | 島原郵便局     | 島原郵便局     | 島原市                     |                                                                                       |
| 856        | 大村郵便局     | 大村郵便局     | 大村市                     | 1994年まで一部区域は竹松郵便局・松原郵便局の担当                                      |
| 857        | 佐世保郵便局   | 佐世保郵便局   | 佐世保市、長崎市           |                                                                                       |
| 857-01     | 佐世保郵便局   | 佐世保北郵便局 | 佐世保市                   | 1985年まで一部区域は柚木郵便局の担当                                                  |
| 857-03     | 佐世保郵便局   | 佐々郵便局     | 北松浦郡佐々町             |                                                                                       |
| 857-04     | 佐世保郵便局   | 小佐々郵便局   | 佐世保市                   | 1990年まで一部区域は楠泊郵便局の担当                                                  |
| 857-11     | 日宇郵便局     | 日宇郵便局     | 佐世保市                   |                                                                                       |
| 857-12     | 佐世保郵便局   | 俵ケ浦郵便局   | 佐世保市                   |                                                                                       |
| 857-22     | 西彼杵郵便局   | 大瀬戸郵便局   | 西海市                     | 2007年まで七釜郵便局の担当                                                            |
| 857-23     | 西彼杵郵便局   | 大瀬戸郵便局   | 西海市                     |                                                                                       |
| 857-24     | 佐世保郵便局   | 肥前大島郵便局 | 西海市                     |                                                                                       |
| 857-25     | 西彼杵郵便局   | 大瀬戸郵便局   | 西海市                     | 2007年まで松島郵便局の担当                                                            |
| 857-31     | 佐世保郵便局   | 肥前大島郵便局 | 西海市                     | 2015年まで崎戸郵便局の担当                                                            |
| 857-32     | 佐世保郵便局   | 佐世保西郵便局 | 佐世保市                   | 2007年まで黒島郵便局の担当                                                            |
| 857-33     | 佐世保郵便局   | 青方郵便局     | 西海市                     | 2007年まで平島郵便局（現：平島簡易郵便局）の担当                                      |
| 857-41     | 佐世保郵便局   | 青方郵便局     | 南松浦郡新上五島町         | 2003年まで友住郵便局の担当                                                            |
| 857-42     | 佐世保郵便局   | 青方郵便局     | 南松浦郡新上五島町         | 2007年まで有川郵便局の担当                                                            |
| 857-44     | 佐世保郵便局   | 青方郵便局     | 南松浦郡新上五島町         | 1992年まで一部区域は浜ノ浦郵便局の担当                                                |
| 857-45     | 佐世保郵便局   | 青方郵便局     | 南松浦郡新上五島町         | 2007年まで魚目郵便局の担当                                                            |
| 857-46     | 佐世保郵便局   | 青方郵便局     | 南松浦郡新上五島町         | 2022年まで立串郵便局の担当                                                            |
| 857-47     | 佐世保郵便局   | 小値賀郵便局   | 北松浦郡小値賀町           |                                                                                       |
| 857-48     | 佐世保郵便局   | 宇久平郵便局   | 佐世保市                   | 2015年まで宇久神浦郵便局の担当                                                        |
| 857-49     | 佐世保郵便局   | 宇久平郵便局   | 佐世保市                   |                                                                                       |
| 858        | 佐世保郵便局   | 佐世保西郵便局 | 佐世保市                   |                                                                                       |
| 859-01     | 大村郵便局     | 高来郵便局     | 諫早市                     | 1989年まで一部区域は深海郵便局の担当                                                  |
| 859-03     | 大村郵便局     | 長田郵便局     | 諫早市                     |                                                                                       |
| 859-04     | 長崎東郵便局   | 長崎東郵便局   | 諫早市                     | 2018年まで多良見郵便局の担当                                                          |
| 859-11     | 大村郵便局     | 吾妻郵便局     | 雲仙市                     |                                                                                       |
| 859-12     | 大村郵便局     | 瑞穂郵便局     | 雲仙市                     |                                                                                       |
| 859-13     | 大村郵便局     | 国見郵便局     | 雲仙市                     |                                                                                       |
| 859-14     | 島原郵便局     | 島原郵便局     | 島原市                     | 2006年まで有明郵便局の担当                                                            |
| 859-15     | 島原郵便局     | 有家郵便局     | 南島原市                   | 2006年まで深江郵便局の担当                                                            |
| 859-21     | 島原郵便局     | 有家郵便局     | 南島原市                   | 2005年まで堂崎郵便局の担当                                                            |
| 859-22     | 島原郵便局     | 有家郵便局     | 南島原市                   |                                                                                       |
| 859-23     | 島原郵便局     | 南有馬郵便局   | 南島原市                   | 2006年まで北有馬郵便局の担当                                                          |
| 859-24     | 島原郵便局     | 南有馬郵便局   | 南島原市                   |                                                                                       |
| 859-25     | 大村郵便局     | 口之津郵便局   | 南島原市                   |                                                                                       |
| 859-26     | 大村郵便局     | 加津佐郵便局   | 南島原市                   |                                                                                       |
| 859-31     | 早岐郵便局     | 早岐郵便局     | 佐世保市                   | 2016年まで三川内郵便局の担当                                                          |
| 859-32     | 早岐郵便局     | 早岐郵便局     | 佐世保市                   | 1982年まで一部区域は江上郵便局・南風崎郵便局の担当                                    |
| 859-34     | 早岐郵便局     | 早岐郵便局     | 佐世保市                   | 2016年まで針尾郵便局の担当                                                            |
| 859-36     | 大村郵便局     | 川棚郵便局     | 東彼杵郡川棚町             |                                                                                       |
| 859-37     | 大村郵便局     | 波佐見郵便局   | 東彼杵郡波佐見町           |                                                                                       |
| 859-38     | 大村郵便局     | 彼杵郵便局     | 東彼杵郡東彼杵町           |                                                                                       |
| 859-39     | 大村郵便局     | 千綿郵便局     | 東彼杵郡東彼杵町           |                                                                                       |
| 859-43     | 佐世保郵便局   | 鷹島郵便局     | 松浦市                     |                                                                                       |
| 859-45     | 佐世保郵便局   | 松浦郵便局     | 松浦市                     | 1995年まで一部区域は今福郵便局・調川郵便局・上志佐郵便局の担当                        |
| 859-47     | 佐世保郵便局   | 御厨郵便局     | 松浦市                     |                                                                                       |
| 859-48     | 平戸郵便局     | 平戸郵便局     | 平戸市                     | 2016年まで田平郵便局の担当                                                            |
| 859-51     | 平戸郵便局     | 平戸郵便局     | 平戸市                     | 1992年まで一部区域は川内郵便局の担当                                                  |
| 859-53     | 平戸郵便局     | 紐差郵便局     | 平戸市                     | 1983年まで一部区域は獅子郵便局（現・獅子簡易郵便局）の担当                            |
| 859-55     | 平戸郵便局     | 津吉郵便局     | 平戸市                     | 1989年まで一部区域は志々伎郵便局の担当                                                |
| 859-57     | 平戸郵便局     | 生月郵便局     | 平戸市                     |                                                                                       |
| 859-58     | 平戸郵便局     | 大島郵便局     | 平戸市                     |                                                                                       |
| 859-61     | 佐世保郵便局   | 江迎郵便局     | 佐世保市                   |                                                                                       |
| 859-62     | 佐世保郵便局   | 鹿町郵便局     | 佐世保市                   |                                                                                       |
| 859-63     | 佐世保郵便局   | 吉井郵便局     | 佐世保市                   |                                                                                       |
| 859-64     | 佐世保郵便局   | 世知原郵便局   | 佐世保市                   |                                                                                       |

### 地域番号86（熊本県）
| 郵便区番号 | 管轄局         | 集配局         | 担当区域（一部または全域）     | 備考 |
| ---------- | -------------- | -------------- | ------------------------------ | --- |
| 860        | 熊本中央郵便局 | 熊本中央郵便局 | 熊本市中央区、西区、北区、南区 | |
| 861        | 熊本北郵便局   | 熊本北郵便局   | 熊本市北区、東区               | 2005年まで熊本中央郵便局・熊本東郵便局の担当                                                                               |
| 861-01     | 植木郵便局     | 植木郵便局     | 熊本市北区                     | 1993年まで一部区域は豊田郵便局の担当                                                                                       |
| 861-03     | 山鹿郵便局     | 鹿本郵便局     | 山鹿市                         | |
| 861-04     | 山鹿郵便局     | 菊鹿郵便局     | 山鹿市                         | |
| 861-05     | 山鹿郵便局     | 山鹿郵便局     | 山鹿市                         | |
| 861-06     | 山鹿郵便局     | 鹿北郵便局     | 山鹿市                         | |
| 861-08     | 玉名郵便局     | 南関郵便局     | 玉名郡南関町                   | 1991年まで一部区域は大原郵便局の担当                                                                                       |
| 861-09     | 玉名郵便局     | 三加和郵便局   | 玉名郡和水町                   | 1991年まで一部区域は大原郵便局の担当                                                                                       |
| 861-11     | 熊本北郵便局   | 熊本北郵便局   | 合志市                         | 2004年まで西合志郵便局の担当                                                                                               |
| 861-12     | 山鹿郵便局     | 泗水郵便局     | 菊池市                         | |
| 861-13     | 菊池郵便局     | 菊池郵便局     | 菊池市                         | 1991年まで一部区域は河原郵便局の担当                                                                                       |
| 861-14     | 菊池郵便局     | 菊池郵便局     | 菊池市                         | 2004年まで水源郵便局（現・水源簡易郵便局）の担当                                                                           |
| 861-16     | 菊池郵便局     | 菊池郵便局     | 菊池市                         | 2004年まで竜門郵便局の担当                                                                                                 |
| 861-21     | 熊本東郵便局   | 熊本東郵便局   | 熊本市東区                     | 2005年まで秋津郵便局の担当                                                                                                 |
| 861-22     | 熊本北郵便局   | 益城郵便局     | 上益城郡益城町                 | 1988年まで一部区域は津森郵便局の担当                                                                                       |
| 861-24     | 大津郵便局     | 大津郵便局     | 阿蘇郡西原村                   | 2015年まで西原郵便局の担当                                                                                                 |
| 861-31     | 熊本東郵便局   | 嘉島郵便局     | 上益城郡嘉島町、御船町         | |
| 861-32     | 熊本東郵便局   | 御船郵便局     | 上益城郡御船町、甲佐町         | |
| 861-33     | 熊本東郵便局   | 七滝郵便局     | 上益城郡御船町                 | |
| 861-34     | 熊本東郵便局   | 金内郵便局     | 上益城郡御船町、山都町         | |
| 861-35     | 熊本東郵便局   | 浜町郵便局     | 上益城郡山都町                 | |
| 861-36     | 熊本東郵便局   | 浜町郵便局     | 上益城郡山都町                 | 2005年まで白糸郵便局（現・白糸簡易郵便局）の担当                                                                           |
| 861-37     | 熊本東郵便局   | 浜町郵便局     | 上益城郡山都町                 | 2005年まで御嶽郵便局の担当                                                                                                 |
| 861-38     | 熊本東郵便局   | 清和郵便局     | 上益城郡山都町                 | |
| 861-39     | 熊本東郵便局   | 蘇陽郵便局     | 上益城郡山都町                 | 1990年まで一部区域は柏郵便局の担当                                                                                         |
| 861-41     | 川尻郵便局     | 川尻郵便局     | 熊本市南区                     | 1992年まで一部区域は川口郵便局の担当                                                                                       |
| 861-42     | 熊本東郵便局   | 城南郵便局     | 熊本市南区                     | |
| 861-43     | 熊本北郵便局   | 豊野郵便局     | 宇城市                         | |
| 861-44     | 熊本北郵便局   | 豊野郵便局     | 下益城郡美里町                 | 2019年まで堅志田郵便局の担当                                                                                               |
| 861-46     | 熊本東郵便局   | 甲佐郵便局     | 上益城郡甲佐町                 | |
| 861-47     | 熊本北郵便局   | 砥用郵便局     | 下益城郡美里町                 | 1989年まで一部区域は東砥用郵便局の担当 1993年まで一部区域は年袮郵便局の担当                                                |
| 861-52     | 熊本東郵便局   | 小島郵便局     | 熊本市南区、西区               | |
| 861-53     | 玉名郵便局     | 河内郵便局     | 熊本市西区                     | |
| 861-54     | 玉名郵便局     | 玉名郵便局     | 玉名市                         | 2019年まで天水郵便局の担当                                                                                                 |
| 861-55     | 植木郵便局     | 植木郵便局     | 熊本市北区                     | 2019年まで北部郵便局の担当                                                                                                 |
| 861-61     | 大矢野郵便局   | 大矢野郵便局   | 上天草市                       | 2006年まで松島郵便局の担当                                                                                                 |
| 861-63     | 大矢野郵便局   | 栖本郵便局     | 天草市                         | |
| 861-64     | 大矢野郵便局   | 栖本郵便局     | 天草市                         | 2006年まで倉岳郵便局の担当                                                                                                 |
| 861-65     | 本渡郵便局     | 下浦郵便局     | 天草市                         | |
| 861-72     | 大矢野郵便局   | 上津浦郵便局   | 天草市                         | 2006年まで赤崎郵便局の担当                                                                                                 |
| 861-73     | 大矢野郵便局   | 上津浦郵便局   | 天草市                         | 1989年まで一部区域は島子郵便局の担当                                                                                       |
| 861-80     | 熊本北郵便局   | 熊本北郵便局   | 熊本市北区、東区、中央区       | 2005年まで熊本中央郵便局・熊本東郵便局の担当                                                                               |
| 862        | 熊本東郵便局   | 熊本東郵便局   | 熊本市東区、中央区、南区       | |
| 863        | 本渡郵便局     | 本渡郵便局     | 天草市                         | |
| 863-01     | 本渡郵便局     | 新和郵便局     | 天草市                         | |
| 863-11     | 本渡郵便局     | 宮地岳郵便局   | 天草市                         | |
| 863-12     | 本渡郵便局     | 河浦郵便局     | 天草市                         | 1993年まで一部区域は富津郵便局・宮野河内郵便局の担当                                                                       |
| 863-14     | 本渡郵便局     | 牛深郵便局     | 天草市                         | 2006年まで二浦郵便局の担当                                                                                                 |
| 863-15     | 本渡郵便局     | 牛深郵便局     | 天草市                         | 2006年まで深海郵便局の担当                                                                                                 |
| 863-17     | 本渡郵便局     | 牛深郵便局     | 天草市                         | 2003年まで魚貫郵便局の担当                                                                                                 |
| 863-19     | 本渡郵便局     | 牛深郵便局     | 天草市                         | 1995年まで一部区域は久玉郵便局の担当                                                                                       |
| 863-21     | 本渡郵便局     | 佐伊津郵便局   | 天草市                         | |
| 863-22     | 本渡郵便局     | 二江郵便局     | 天草市                         | 2006年まで御領郵便局の担当                                                                                                 |
| 863-23     | 本渡郵便局     | 二江郵便局     | 天草市                         | 2006年まで鬼池郵便局の担当                                                                                                 |
| 863-24     | 本渡郵便局     | 二江郵便局     | 天草市                         | |
| 863-25     | 本渡郵便局     | 苓北郵便局     | 天草郡苓北町                   | 1995年まで富岡郵便局の担当                                                                                                 |
| 863-26     | 本渡郵便局     | 苓北郵便局     | 天草郡苓北町                   | 2002年まで都呂々郵便局の担当                                                                                               |
| 863-28     | 本渡郵便局     | 天草郵便局     | 天草市                         | 1990年まで一部区域は下田郵便局の担当                                                                                       |
| 864        | 荒尾郵便局     | 荒尾郵便局     | 荒尾市                         | |
| 864-01     | 荒尾郵便局     | 荒尾郵便局     | 荒尾市                         | 2016年まで府本郵便局の担当                                                                                                 |
| 865        | 玉名郵便局     | 玉名郵便局     | 玉名市                         | |
| 865-01     | 玉名郵便局     | 菊水郵便局     | 玉名郡和水町                   | |
| 866        | 八代郵便局     | 八代郵便局     | 八代市                         | |
| 866-01     | 大矢野郵便局   | 姫戸郵便局     | 上天草市                       | |
| 866-02     | 大矢野郵便局   | 龍ヶ岳郵便局   | 上天草市                       | |
| 866-03     | 大矢野郵便局   | 御所浦郵便局   | 天草市                         | |
| 867        | 水俣郵便局     | 水俣郵便局     | 水俣市                         | |
| 867-01     | 水俣郵便局     | 水俣郵便局     | 水俣市                         | 2015年まで釣橋郵便局の担当                                                                                                 |
| 867-02     | 水俣郵便局     | 水俣郵便局     | 水俣市                         | 2005年まで久木野郵便局の担当 2015年まで釣橋郵便局の担当                                                                    |
| 868        | 人吉郵便局     | 人吉郵便局     | 人吉市、球磨郡山江村、相良村   | |
| 868-01     | 人吉郵便局     | 人吉郵便局     | 球磨郡相良村                   | 2006年まで四浦郵便局の担当                                                                                                 |
| 868-08     | 人吉郵便局     | 人吉郵便局     | 人吉市                         | 2006年まで大畑郵便局の担当                                                                                                 |
| 868-02     | 人吉郵便局     | 五木郵便局     | 球磨郡五木村                   | |
| 868-03     | 人吉郵便局     | 錦郵便局       | 球磨郡錦町                     | |
| 868-04     | 人吉郵便局     | 免田郵便局     | 球磨郡あさぎり町               | |
| 868-05     | 人吉郵便局     | 多良木郵便局   | 球磨郡多良木町                 | |
| 868-06     | 人吉郵便局     | 湯前郵便局     | 球磨郡湯前町                   | |
| 868-07     | 人吉郵便局     | 湯前郵便局     | 球磨郡水上村                   | 2018年まで水上郵便局の担当                                                                                                 |
| 869-01     | 玉名郵便局     | 長洲郵便局     | 玉名郡長洲町                   | |
| 869-02     | 玉名郵便局     | 玉名郵便局     | 玉名市                         | 2019年まで高道郵便局の担当                                                                                                 |
| 869-03     | 玉名郵便局     | 玉東郵便局     | 玉名郡玉東町                   | |
| 869-04     | 熊本北郵便局   | 宇土郵便局     | 宇土市                         | |
| 869-05     | 熊本北郵便局   | 松橋郵便局     | 宇城市                         | |
| 869-06     | 熊本北郵便局   | 小川郵便局     | 宇城市                         | 1986年まで一部区域は海東郵便局の担当                                                                                       |
| 869-11     | 熊本北郵便局   | 熊本北郵便局   | 菊池郡菊陽町                   | 2004年まで菊陽郵便局 |
| 869-12     | 大津郵便局     | 大津郵便局     | 菊池市、菊池郡大津町           | 1991年まで一部区域は河原郵便局の担当                                                                                       |
| 869-14     | 熊本北郵便局   | 河陽郵便局     | 阿蘇郡南阿蘇村                 | 1989年まで一部区域は立野郵便局の担当                                                                                       |
| 869-15     | 熊本北郵便局   | 白水郵便局     | 阿蘇郡南阿蘇村                 | |
| 869-16     | 熊本北郵便局   | 高森郵便局     | 阿蘇郡高森町                   | |
| 869-18     | 熊本北郵便局   | 草部郵便局     | 阿蘇郡高森町                   | 1991年まで一部区域は津留郵便局の担当                                                                                       |
| 869-22     | 一の宮郵便局   | 坊中郵便局     | 阿蘇郡南阿蘇村、阿蘇市         | 1992年まで一部区域は赤水郵便局の担当                                                                                       |
| 869-23     | 一の宮郵便局   | 阿蘇郵便局     | 阿蘇市                         | |
| 869-24     | 一の宮郵便局   | 小国郵便局     | 阿蘇郡南小国町、阿蘇市         | 2018年まで南小国郵便局の担当                                                                                               |
| 869-25     | 一の宮郵便局   | 小国郵便局     | 阿蘇郡小国町                   | |
| 869-26     | 一の宮郵便局   | 一の宮郵便局   | 阿蘇市                         | |
| 869-27     | 一の宮郵便局   | 産山郵便局     | 阿蘇郡産山村                   | |
| 869-28     | 一の宮郵便局   | 波野郵便局     | 阿蘇市                         | |
| 869-31     | 大矢野郵便局   | 三角郵便局     | 宇土市                         | 2006年まで網田郵便局の担当                                                                                                 |
| 869-32     | 大矢野郵便局   | 三角郵便局     | 宇城市                         | 1982年まで一部区域は郡浦郵便局の担当 2022年まで一部区域は松橋郵便局の担当                                                  |
| 869-34     | 熊本北郵便局   | 松橋郵便局     | 宇城市                         | 2016年まで松合郵便局の担当                                                                                                 |
| 869-36     | 大矢野郵便局   | 大矢野郵便局   | 上天草市                       | 1991年まで一部区域は維和郵便局の担当                                                                                       |
| 869-37     | 大矢野郵便局   | 大矢野郵便局   | 上天草市                       | 2007年まで湯島郵便局の担当                                                                                                 |
| 869-42     | 八代郵便局     | 鏡郵便局       | 八代市                         | 1986年まで一部区域は有佐郵便局の担当                                                                                       |
| 869-43     | 八代郵便局     | 東陽郵便局     | 八代市                         | |
| 869-44     | 八代郵便局     | 泉郵便局       | 八代市                         | |
| 869-45     | 八代郵便局     | 五家荘郵便局   | 八代市                         | |
| 869-46     | 八代郵便局     | 宮原郵便局     | 八代郡氷川町、八代市           | 1986年まで一部区域は有佐郵便局の担当                                                                                       |
| 869-47     | 八代郵便局     | 八代郵便局     | 八代市                         | 2006年まで千丁郵便局の担当                                                                                                 |
| 869-48     | 八代郵便局     | 竜北郵便局     | 八代郡氷川町                   | 1986年まで有佐郵便局の担当                                                                                                 |
| 869-51     | 八代郵便局     | 日奈久郵便局   | 八代市                         | |
| 869-52     | 八代郵便局     | 八代郵便局     | 八代市                         | 2006年まで百済来郵便局の担当 2024年2月18日まで坂本郵便局の担当                                                             |
| 869-53     | 水俣郵便局     | 田浦郵便局     | 葦北郡芦北町                   | |
| 869-54     | 水俣郵便局     | 芦北郵便局     | 葦北郡芦北町                   | |
| 869-55     | 水俣郵便局     | 湯浦郵便局     | 葦北郡芦北町                   | |
| 869-56     | 水俣郵便局     | 水俣郵便局     | 葦北郡津奈木町                 | 2006年まで津奈木郵便局の担当                                                                                               |
| 869-61     | 八代郵便局     | 八代郵便局     | 八代市                         | 2024年2月18日まで坂本郵便局の担当                                                                                          |
| 869-62     | 水俣郵便局     | 芦北郵便局     | 葦北郡芦北町                   | 2006年まで神瀬郵便局の担当 2023年まで一勝地郵便局の担当 （球磨村内地域は「869-64」へ番号変更・引き続き一勝地郵便局の担当） |
| 869-63     | 水俣郵便局     | 芦北郵便局     | 葦北郡芦北町                   | 2015年まで肥後大野郵便局の担当                                                                                             |
| 869-64     | 人吉郵便局     | 一勝地郵便局   | 球磨郡球磨村                   | 1985年まで一部区域は渡郵便局の担当 2023年まで一部区域は「869-62」                                                          |

### 地域番号87（大分県）
| 郵便区番号 | 管轄局         | 集配局         | 担当区域（一部または全域）   | 備考                                                                        |
| ---------- | -------------- | -------------- | ---------------------------- | --------------------------------------------------------------------------- |
| 870        | 大分中央郵便局 | 大分中央郵便局 | 大分市                       |                                                                             |
| 870-01     | 大分東郵便局   | 大分東郵便局   | 大分市                       | 1972年まで鶴崎郵便局                                                        |
| 870-02     | 大分東郵便局   | 大分東郵便局   | 大分市                       | （大在地域）1972年まで大在郵便局の担当                                      |
| 870-03     | 大分東郵便局   | 大分東郵便局   | 大分市                       | 2000年まで坂ノ市郵便局の担当                                                |
| 870-04     | 大分東郵便局   | 大分東郵便局   | 大分市                       | 2006年に「870-01」より分割                                                  |
| 870-09     | 大分東郵便局   | 大分東郵便局   | 大分市                       | 2000年まで大分中央郵便局の担当                                              |
| 870-11     | 大分南郵便局   | 大分南郵便局   | 大分市                       | 1995年まで一部区域は判田郵便局の担当                                        |
| 870-12     | 大分東郵便局   | 野津原郵便局   | 大分市                       | 2003年まで一部区域は温見郵便局の担当                                        |
| 871        | 中津郵便局     | 中津郵便局     | 中津市、築上郡吉富町<福岡県> |                                                                             |
| 871-01     | 中津郵便局     | 中津郵便局     | 中津市                       | 2014年まで大貞郵便局の担当                                                  |
| 871-02     | 四日市郵便局   | 耶馬渓郵便局   | 中津市、築上郡上毛町<福岡県> |                                                                             |
| 871-03     | 四日市郵便局   | 上津郵便局     | 中津市                       |                                                                             |
| 871-04     | 四日市郵便局   | 柿坂郵便局     | 中津市                       | 1991年まで一部区域は山移郵便局・下郷郵便局の担当                            |
| 871-07     | 四日市郵便局   | 山国郵便局     | 中津市                       | 1989年まで一部区域は溝部郵便局の担当                                        |
| 871-09     | 四日市郵便局   | 大平郵便局     | 築上郡上毛町<福岡県>         |                                                                             |
| 872        | 四日市郵便局   | 長洲郵便局     | 宇佐市                       |                                                                             |
| 872-01     | 四日市郵便局   | 長洲郵便局     | 宇佐市                       | 2018年まで宇佐郵便局の担当                                                  |
| 872-03     | 四日市郵便局   | 安心院郵便局   | 宇佐市                       | 2006年まで東院内郵便局の担当                                                |
| 872-04     | 四日市郵便局   | 安心院郵便局   | 宇佐市                       | 2006年まで南院内郵便局の担当                                                |
| 872-05     | 四日市郵便局   | 安心院郵便局   | 宇佐市                       | 2002年まで一部区域は宇佐郵便局の担当                                        |
| 872-06     | 四日市郵便局   | 安心院郵便局   | 宇佐市                       | 2002年まで佐田郵便局の担当                                                  |
| 872-07     | 四日市郵便局   | 安心院郵便局   | 宇佐市                       | 2002年まで津房郵便局の担当                                                  |
| 872-08     | 四日市郵便局   | 安心院郵便局   | 宇佐市                       | 2002年まで深見郵便局の担当                                                  |
| 872-11     | 四日市郵便局   | 豊後高田郵便局 | 豊後高田市                   | 2016年まで真玉郵便局の担当                                                  |
| 872-12     | 四日市郵便局   | 豊後高田郵便局 | 豊後高田市                   | 2016年まで香々地郵便局の担当                                                |
| 872-13     | 別府郵便局     | 国見郵便局     | 国東市                       | 2006年まで竹田津郵便局の担当                                                |
| 872-14     | 別府郵便局     | 国見郵便局     | 国東市                       |                                                                             |
| 872-15     | 別府郵便局     | 国見郵便局     | 東国東郡姫島村               | 2007年まで姫島郵便局の担当                                                  |
| 872-16     | 別府郵便局     | 富来郵便局     | 国東市                       | 2015年まで来浦郵便局の担当                                                  |
| 873        | 杵築郵便局     | 杵築郵便局     | 杵築市、国東市               | 1992年まで一部区域は守江郵便局の担当                                        |
| 873-02     | 別府郵便局     | 安岐郵便局     | 国東市                       |                                                                             |
| 873-03     | 別府郵便局     | 朝来郵便局     | 国東市                       |                                                                             |
| 873-04     | 別府郵便局     | 武蔵郵便局     | 国東市                       |                                                                             |
| 873-05     | 別府郵便局     | 国東郵便局     | 国東市                       |                                                                             |
| 873-06     | 別府郵便局     | 富来郵便局     | 国東市                       |                                                                             |
| 874        | 別府郵便局     | 別府郵便局     | 別府市                       | 1995年まで一部区域は別府亀川郵便局の担当                                    |
| 875        | 臼杵郵便局     | 臼杵郵便局     | 臼杵市                       | 1989年まで一部区域は南津留郵便局・下ノ江郵便局の担当                        |
| 875-02     | 大分東郵便局   | 野津郵便局     | 臼杵市                       |                                                                             |
| 875-03     | 大分東郵便局   | 野津郵便局     | 臼杵市                       | 2003年まで川登郵便局の担当                                                  |
| 876        | 佐伯郵便局     | 佐伯郵便局     | 佐伯市                       |                                                                             |
| 876-01     | 佐伯郵便局     | 佐伯郵便局     | 佐伯市                       | 2006年まで弥生郵便局の担当                                                  |
| 876-02     | 佐伯郵便局     | 佐伯郵便局     | 佐伯市                       | 2015年まで本匠郵便局の担当                                                  |
| 876-11     | 佐伯郵便局     | 佐伯郵便局     | 佐伯市                       | 2003年まで海崎郵便局の担当                                                  |
| 876-12     | 佐伯郵便局     | 佐伯郵便局     | 佐伯市                       | 2006年まで鶴見郵便局の担当                                                  |
| 876-13     | 佐伯郵便局     | 東中浦郵便局   | 佐伯市                       |                                                                             |
| 876-14     | 佐伯郵便局     | 佐伯郵便局     | 佐伯市                       | 2006年まで米水津郵便局の担当                                                |
| 876-15     | 佐伯郵便局     | 佐伯郵便局     | 佐伯市                       | 2003年まで下堅田郵便局の担当                                                |
| 876-21     | 佐伯郵便局     | 佐伯郵便局     | 佐伯市                       | 2003年まで木立郵便局の担当                                                  |
| 876-22     | 佐伯郵便局     | 蒲江郵便局     | 佐伯市                       | 2002年まで畑野浦郵便局の担当                                                |
| 876-23     | 佐伯郵便局     | 蒲江郵便局     | 佐伯市                       | 2002年まで下入津郵便局の担当                                                |
| 876-24     | 佐伯郵便局     | 蒲江郵便局     | 佐伯市                       | 1990年まで一部区域は丸市尾郵便局の担当                                      |
| 877        | 日田郵便局     | 日田郵便局     | 日田市                       |                                                                             |
| 877-01     | 日田郵便局     | 五馬郵便局     | 日田市                       |                                                                             |
| 877-02     | 日田郵便局     | 大山郵便局     | 日田市                       |                                                                             |
| 877-03     | 日田郵便局     | 津江郵便局     | 日田市                       | 1991年まで一部区域は鯛生郵便局（現・鯛生簡易郵便局）の担当                  |
| 877-11     | 日田郵便局     | 大鶴郵便局     | 日田市                       |                                                                             |
| 877-12     | 日田郵便局     | 三花郵便局     | 日田市                       |                                                                             |
| 877-13     | 日田郵便局     | 西有田郵便局   | 日田市                       |                                                                             |
| 878        | 竹田郵便局     | 竹田郵便局     | 竹田市                       |                                                                             |
| 878-01     | 竹田郵便局     | 竹田郵便局     | 竹田市                       | 2006年まで城原郵便局の担当                                                  |
| 878-02     | 竹田郵便局     | 久住郵便局     | 竹田市                       | 1988年まで一部区域は都野郵便局の担当                                        |
| 878-04     | 竹田郵便局     | 久住郵便局     | 竹田市                       | 2006年まで長湯郵便局の担当                                                  |
| 878-05     | 竹田郵便局     | 荻郵便局       | 竹田市                       | 2006年まで宮砥郵便局の担当                                                  |
| 879-01     | 四日市郵便局   | 今津郵便局     | 中津市、宇佐市               |                                                                             |
| 879-02     | 四日市郵便局   | 長峰郵便局     | 中津市、宇佐市               |                                                                             |
| 879-03     | 四日市郵便局   | 乙女郵便局     | 宇佐市                       |                                                                             |
| 879-04     | 四日市郵便局   | 四日市郵便局   | 宇佐市                       |                                                                             |
| 879-05     | 四日市郵便局   | 四日市郵便局   | 宇佐市                       | 2022年まで麻生郵便局の担当                                                  |
| 879-06     | 四日市郵便局   | 豊後高田郵便局 | 豊後高田市                   |                                                                             |
| 879-07     | 四日市郵便局   | 豊後高田郵便局 | 豊後高田市                   | 2003年まで都甲郵便局の担当                                                  |
| 879-08     | 四日市郵便局   | 豊後高田郵便局 | 豊後高田市                   | 2006年まで田染郵便局の担当                                                  |
| 879-09     | 杵築郵便局     | 杵築郵便局     | 杵築市                       | 2006年まで大田郵便局の担当                                                  |
| 879-11     | 四日市郵便局   | 北馬城郵便局   | 宇佐市                       |                                                                             |
| 879-13     | 別府郵便局     | 山香郵便局     | 杵築市                       | 1991年まで一部区域は立石郵便局・上村郵便局の担当                            |
| 879-15     | 別府郵便局     | 日出郵便局     | 速見郡日出町                 |                                                                             |
| 879-21     | 大分東郵便局   | 幸崎郵便局     | 大分市                       |                                                                             |
| 879-22     | 大分東郵便局   | 佐賀関郵便局   | 大分市                       |                                                                             |
| 879-24     | 佐伯郵便局     | 津久見郵便局   | 津久見市                     |                                                                             |
| 879-25     | 佐伯郵便局     | 津久見郵便局   | 津久見市                     | 2007年まで保戸島郵便局の担当                                                |
| 879-26     | 佐伯郵便局     | 津久見郵便局   | 佐伯市、津久見市             | 2016年まで上浦郵便局の担当                                                  |
| 879-31     | 佐伯郵便局     | 直川郵便局     | 佐伯市                       |                                                                             |
| 879-32     | 佐伯郵便局     | 小野市郵便局   | 佐伯市                       | 2003年まで宇目郵便局の担当                                                  |
| 879-33     | 佐伯郵便局     | 小野市郵便局   | 佐伯市                       |                                                                             |
| 879-34     | 佐伯郵便局     | 小野市郵便局   | 佐伯市                       | 2003年まで木浦鉱山郵便局の担当                                              |
| 879-41     | 日田郵便局     | 中川郵便局     | 日田市                       |                                                                             |
| 879-42     | 日田郵便局     | 天ヶ瀬郵便局   | 日田市                       |                                                                             |
| 879-43     | 大分中央郵便局 | 北山田郵便局   | 玖珠郡玖珠町                 |                                                                             |
| 879-44     | 大分中央郵便局 | 玖珠郵便局     | 玖珠郡玖珠町                 |                                                                             |
| 879-45     | 大分中央郵便局 | 玖珠郵便局     | 玖珠郡玖珠町                 | 2015年まで豊後八幡郵便局の担当                                              |
| 879-46     | 大分中央郵便局 | 恵良郵便局     | 玖珠郡九重町                 |                                                                             |
| 879-47     | 大分中央郵便局 | 南山田郵便局   | 玖珠郡九重町、玖珠町         |                                                                             |
| 879-48     | 大分中央郵便局 | 野上郵便局     | 玖珠郡九重町                 |                                                                             |
| 879-49     | 大分中央郵便局 | 飯田高原郵便局 | 玖珠郡九重町                 |                                                                             |
| 879-51     | 大分中央郵便局 | 由布院郵便局   | 由布市                       | 1990年まで一部区域は南由布郵便局の担当 1991年まで一部区域は湯平郵便局の担当 |
| 879-54     | 大分中央郵便局 | 庄内郵便局     | 由布市                       |                                                                             |
| 879-55     | 大分南郵便局   | 大分南郵便局   | 由布市、別府市               | 2019年まで挾間郵便局の担当                                                  |
| 879-61     | 竹田郵便局     | 荻郵便局       | 竹田市                       |                                                                             |
| 879-62     | 竹田郵便局     | 緒方郵便局     | 豊後大野市                   | 2016年まで朝地郵便局の担当                                                  |
| 879-63     | 竹田郵便局     | 緒方郵便局     | 豊後大野市                   | 2003年まで温見郵便局の担当 2016年まで朝地郵便局の担当                       |
| 879-64     | 竹田郵便局     | 大野郵便局     | 豊後大野市                   | 1984年まで一部区域は土師郵便局（後の土師簡易郵便局。2001年廃局）の担当      |
| 879-66     | 竹田郵便局     | 緒方郵便局     | 豊後大野市                   |                                                                             |
| 879-67     | 竹田郵便局     | 緒方郵便局     | 豊後大野市                   | 2006年まで上緒方郵便局の担当                                                |
| 879-68     | 竹田郵便局     | 緒方郵便局     | 豊後大野市                   | 2006年まで長谷川郵便局の担当                                                |
| 879-69     | 大分東郵便局   | 三重郵便局     | 豊後大野市                   | 2003年まで一部区域は白山郵便局の担当 2006年まで清川郵便局の担当             |
| 879-71     | 大分東郵便局   | 三重郵便局     | 豊後大野市                   | 2003年まで一部区域は白山郵便局の担当                                        |
| 879-72     | 大分東郵便局   | 三重郵便局     | 豊後大野市                   | 2003年まで白山郵便局の担当                                                  |
| 879-73     | 大分東郵便局   | 犬飼郵便局     | 豊後大野市                   |                                                                             |
| 879-74     | 大分東郵便局   | 犬飼郵便局     | 豊後大野市                   | 2006年まで千歳郵便局の担当                                                  |
| 879-75     | 大分東郵便局   | 戸次郵便局     | 大分市                       | 2006年まで竹中郵便局の担当                                                  |
| 879-77     | 大分東郵便局   | 戸次郵便局     | 大分市                       |                                                                             |
| 879-78     | 大分東郵便局   | 戸次郵便局     | 大分市                       | 2015年まで吉野郵便局の担当                                                  |

### 地域番号88（宮崎県）
| 郵便区番号 | 管轄局         | 集配局         | 担当区域（一部または全域） | 備考                                                                                |
| ---------- | -------------- | -------------- | -------------------------- | ----------------------------------------------------------------------------------- |
| 880        | 宮崎中央郵便局 | 宮崎中央郵便局 | 宮崎市                     |                                                                                     |
| 880-01     | 宮崎中央郵便局 | 住吉郵便局     | 宮崎市                     |                                                                                     |
| 880-02     | 宮崎中央郵便局 | 広瀬郵便局     | 宮崎市                     |                                                                                     |
| 880-03     | 宮崎中央郵便局 | 広瀬郵便局     | 宮崎市、西都市             | 2016年まで佐土原郵便局の担当                                                        |
| 880-11     | 宮崎中央郵便局 | 国富郵便局     | 東諸県郡国富町             |                                                                                     |
| 880-12     | 宮崎中央郵便局 | 国富郵便局     | 東諸県郡国富町             | 2007年まで八代郵便局の担当                                                          |
| 880-13     | 宮崎中央郵便局 | 綾郵便局       | 東諸県郡綾町               | 2019年4月1日まで一部区域は野尻郵便局の担当                                          |
| 880-21     | 宮崎中央郵便局 | 生目郵便局     | 宮崎市                     |                                                                                     |
| 880-22     | 宮崎中央郵便局 | 高岡郵便局     | 宮崎市                     |                                                                                     |
| 880-23     | 宮崎中央郵便局 | 高岡郵便局     | 宮崎市、都城市             | 2007年まで山下郵便局の担当                                                          |
| 881        | 宮崎中央郵便局 | 西都郵便局     | 西都市                     |                                                                                     |
| 881-01     | 宮崎中央郵便局 | 西都郵便局     | 西都市                     | 2016年まで三財郵便局の担当                                                          |
| 881-11     | 宮崎中央郵便局 | 西都郵便局     | 西都市                     | 2016年まで瓢丹渕郵便局の担当                                                        |
| 881-12     | 宮崎中央郵便局 | 西都郵便局     | 西都市                     | 2007年まで銀鏡郵便局の担当 2016年まで瓢丹渕郵便局の担当                             |
| 881-13     | 宮崎中央郵便局 | 村所郵便局     | 児湯郡西米良村             | 2005年まで越野尾郵便局の担当                                                        |
| 881-14     | 宮崎中央郵便局 | 村所郵便局     | 児湯郡西米良村             |                                                                                     |
| 882        | 延岡郵便局     | 延岡郵便局     | 延岡市                     |                                                                                     |
| 882-01     | 延岡郵便局     | 曽木郵便局     | 延岡市                     |                                                                                     |
| 882-02     | 延岡郵便局     | 槇峰郵便局     | 延岡市                     |                                                                                     |
| 882-03     | 延岡郵便局     | 日之影郵便局   | 西臼杵郡日之影町           | 2015年まで八戸郵便局の担当                                                          |
| 882-04     | 延岡郵便局     | 日之影郵便局   | 西臼杵郡日之影町           | 1990年まで一部区域は見立郵便局（現・見立簡易郵便局）の担当                          |
| 882-11     | 延岡郵便局     | 高千穂郵便局   | 西臼杵郡高千穂町           |                                                                                     |
| 882-12     | 延岡郵便局     | 五ヶ瀬郵便局   | 西臼杵郡五ヶ瀬町           | 1989年まで一部区域は鞍岡郵便局の担当                                                |
| 882-14     | 延岡郵便局     | 上野郵便局     | 西臼杵郡高千穂町           | 1991年まで一部区域は田原郵便局の担当                                                |
| 882-16     | 延岡郵便局     | 天岩戸郵便局   | 西臼杵郡高千穂町           |                                                                                     |
| 883        | 日向郵便局     | 日向郵便局     | 日向市                     |                                                                                     |
| 883-01     | 日向郵便局     | 山陰郵便局     | 日向市                     |                                                                                     |
| 883-02     | 日向郵便局     | 山陰郵便局     | 日向市                     | 2005年まで坪谷郵便局の担当                                                          |
| 883-03     | 日向郵便局     | 神門郵便局     | 東臼杵郡美郷町             |                                                                                     |
| 883-04     | 日向郵便局     | 上椎葉郵便局   | 東臼杵郡椎葉村             | 2007年まで尾崎郵便局（2014年廃局）の担当                                            |
| 883-11     | 日向郵便局     | 西郷郵便局     | 東臼杵郡美郷町             |                                                                                     |
| 883-12     | 日向郵便局     | 山三箇郵便局   | 東臼杵郡美郷町             |                                                                                     |
| 883-13     | 日向郵便局     | 諸塚郵便局     | 東臼杵郡諸塚村             |                                                                                     |
| 883-14     | 日向郵便局     | 諸塚郵便局     | 東臼杵郡諸塚村             | 2007年まで七ツ山郵便局の担当                                                        |
| 883-16     | 日向郵便局     | 上椎葉郵便局   | 東臼杵郡椎葉村             | 1992年まで一部区域は松尾郵便局の担当                                                |
| 884        | 宮崎中央郵便局 | 高鍋郵便局     | 児湯郡高鍋町               |                                                                                     |
| 884-01     | 宮崎中央郵便局 | 木城郵便局     | 児湯郡木城町               |                                                                                     |
| 885        | 都城郵便局     | 都城郵便局     | 都城市                     |                                                                                     |
| 885-01     | 都城郵便局     | 都城郵便局     | 都城市                     | 2007年まで荘内郵便局の担当                                                          |
| 885-02     | 都城郵便局     | 西岳郵便局     | 都城市                     |                                                                                     |
| 885-11     | 都城郵便局     | 志和池郵便局   | 都城市                     |                                                                                     |
| 885-12     | 都城郵便局     | 高城町郵便局   | 都城市                     |                                                                                     |
| 885-13     | 都城郵便局     | 有水郵便局     | 都城市                     |                                                                                     |
| 886        | 小林郵便局     | 小林郵便局     | 小林市                     |                                                                                     |
| 886-01     | 小林郵便局     | 小林郵便局     | 小林市                     | 2016年まで須木郵便局の担当                                                          |
| 886-02     | 都城郵便局     | 野尻郵便局     | 小林市                     | 1990年まで一部区域は紙屋郵便局の担当                                                |
| 887        | 日南郵便局     | 日南郵便局     | 日南市                     |                                                                                     |
| 887-01     | 日南郵便局     | 日南郵便局     | 日南市                     | 2007年まで鵜戸郵便局の担当 2016年まで一部区域は内海郵便局の担当                     |
| 888        | 日南郵便局     | 串間郵便局     | 串間市                     | 1982年まで一部区域は本城平郵便局の担当                                              |
| 888-02     | 日南郵便局     | 都井郵便局     | 串間市                     |                                                                                     |
| 889-01     | 延岡郵便局     | 北川郵便局     | 延岡市                     | 1993年まで一部区域は長井郵便局の担当                                                |
| 889-03     | 延岡郵便局     | 北浦郵便局     | 延岡市                     | 1992年まで一部区域は梅木郵便局の担当                                                |
| 889-05     | 延岡郵便局     | 土々呂郵便局   | 延岡市                     |                                                                                     |
| 889-06     | 日向郵便局     | 日向郵便局     | 東臼杵郡門川町             | 1993年まで一部区域は西門川郵便局の担当 2023年まで門川郵便局の担当                   |
| 889-09     | 日向郵便局     | 西郷郵便局     | 東臼杵郡美郷町             | 2016年まで宇納間郵便局の担当                                                        |
| 889-11     | 日向郵便局     | 日向郵便局     | 日向市                     | 2007年まで美々津郵便局の担当                                                        |
| 889-12     | 宮崎中央郵便局 | 都農郵便局     | 児湯郡都農町               |                                                                                     |
| 889-13     | 宮崎中央郵便局 | 川南郵便局     | 児湯郡川南町               |                                                                                     |
| 889-14     | 宮崎中央郵便局 | 新富郵便局     | 児湯郡新富町               | 1988年まで一部区域は新田郵便局の担当                                                |
| 889-16     | 宮崎中央郵便局 | 清武郵便局     | 宮崎市                     |                                                                                     |
| 889-17     | 宮崎中央郵便局 | 田野郵便局     | 宮崎市                     |                                                                                     |
| 889-18     | 都城郵便局     | 山之口郵便局   | 都城市                     |                                                                                     |
| 889-19     | 都城郵便局     | 三股郵便局     | 北諸県郡三股町             |                                                                                     |
| 889-21     | 宮崎中央郵便局 | 木花郵便局     | 宮崎市                     | 1993年まで一部区域は青島郵便局の担当                                                |
| 889-23     | 宮崎中央郵便局 | 木花郵便局     | 宮崎市                     | 2016年まで内海郵便局の担当 （日南市内地域は「887-01」へ番号変更・日南郵便局へ移管） |
| 889-24     | 日南郵便局     | 北郷郵便局     | 日南市                     |                                                                                     |
| 889-25     | 日南郵便局     | 飫肥郵便局     | 日南市                     | 1989年まで一部区域は酒谷郵便局の担当                                                |
| 889-31     | 日南郵便局     | 日南郵便局     | 日南市                     | 2007年まで大堂津郵便局の担当                                                        |
| 889-32     | 日南郵便局     | 南郷郵便局     | 日南市                     | 1992年まで一部区域は榎原郵便局の担当                                                |
| 889-33     | 日南郵便局     | 市木郵便局     | 串間市                     |                                                                                     |
| 889-35     | 日南郵便局     | 串間郵便局     | 串間市                     | 2009年まで日南支店大束集配センター（大束郵便局併設）の担当                          |
| 889-41     | 都城郵便局     | 真幸郵便局     | えびの市                   |                                                                                     |
| 889-42     | 都城郵便局     | えびの郵便局   | えびの市                   | 2015年まで加久藤郵便局の担当                                                        |
| 889-43     | 都城郵便局     | えびの郵便局   | えびの市                   |                                                                                     |
| 889-44     | 都城郵便局     | 高原郵便局     | 西諸県郡高原町             |                                                                                     |
| 889-45     | 都城郵便局     | 高崎郵便局     | 都城市                     |                                                                                     |
| 889-46     | 都城郵便局     | 都城郵便局     | 都城市                     | 2007年まで山田郵便局の担当                                                          |

### 地域番号89（鹿児島県）
| 郵便区番号 | 管轄局           | 集配局           | 担当区域（一部または全域）     | 備考                                                               |
| ---------- | ---------------- | ---------------- | ------------------------------ | ------------------------------------------------------------------ |
| 890        | 鹿児島中央郵便局 | 鹿児島中央郵便局 | 鹿児島市、鹿児島郡三島村       |                                                                    |
| 891-01     | 鹿児島南郵便局   | 鹿児島南郵便局   | 鹿児島市                       |                                                                    |
| 891-02     | 鹿児島南郵便局   | 喜入郵便局       | 鹿児島市                       |                                                                    |
| 891-03     | 鹿児島南郵便局   | 指宿北郵便局     | 指宿市                         |                                                                    |
| 891-04     | 鹿児島南郵便局   | 指宿郵便局       | 指宿市                         |                                                                    |
| 891-05     | 鹿児島南郵便局   | 山川郵便局       | 指宿市                         |                                                                    |
| 891-06     | 鹿児島南郵便局   | 頴娃郵便局       | 指宿市                         | 2007年まで開聞郵便局の担当                                         |
| 891-07     | 鹿児島南郵便局   | 頴娃郵便局       | 南九州市                       | 1992年まで一部区域は石垣郵便局の担当                               |
| 891-09     | 加世田郵便局     | 知覧郵便局       | 南九州市                       | 2007年まで塩屋郵便局の担当                                         |
| 891-11     | 鹿児島中央郵便局 | 郡山郵便局       | 鹿児島市                       |                                                                    |
| 891-12     | 鹿児島中央郵便局 | 鹿児島西郵便局   | 鹿児島市                       |                                                                    |
| 891-13     | 鹿児島中央郵便局 | 吉田郵便局       | 鹿児島市                       |                                                                    |
| 891-14     | 鹿児島中央郵便局 | 西桜島郵便局     | 鹿児島市                       |                                                                    |
| 891-15     | 鹿児島中央郵便局 | 西桜島郵便局     | 鹿児島市                       | 2015年まで東桜島郵便局の担当                                       |
| 891-21     | 鹿児島中央郵便局 | 大隅垂水郵便局   | 垂水市                         | 1990年まで一部区域は新城郵便局の担当                               |
| 891-23     | 鹿屋郵便局       | 鹿屋郵便局       | 鹿屋市                         | 2007年まで古江郵便局の担当                                         |
| 891-31     | 鹿児島中央郵便局 | 種子島郵便局     | 西之表市                       | 1992年まで一部区域は現和郵便局の担当                               |
| 891-32     | 鹿児島中央郵便局 | 種子島郵便局     | 西之表市                       | 2004年まで国上郵便局の担当                                         |
| 891-34     | 鹿児島中央郵便局 | 種子島郵便局     | 西之表市                       | 2016年まで古田郵便局の担当                                         |
| 891-36     | 鹿児島中央郵便局 | 中種子郵便局     | 熊毛郡中種子町                 | 1992年まで一部区域は浜津脇郵便局（現・星原郵便局）の担当           |
| 891-37     | 鹿児島中央郵便局 | 中種子郵便局     | 熊毛郡南種子町                 | 2007年まで南種子郵便局の担当                                       |
| 891-42     | 鹿児島中央郵便局 | 上屋久郵便局     | 熊毛郡屋久島町                 | 1993年まで一部区域は一湊郵便局の担当                               |
| 891-43     | 鹿児島中央郵便局 | 安房郵便局       | 熊毛郡屋久島町                 |                                                                    |
| 891-44     | 鹿児島中央郵便局 | 安房郵便局       | 熊毛郡屋久島町                 | 2007年まで尾之間郵便局の担当                                       |
| 891-51     | 鹿児島中央郵便局 | 鹿児島中央郵便局 | 鹿児島郡十島村                 | 2007年まで口之島郵便局の担当                                       |
| 891-52     | 鹿児島中央郵便局 | 鹿児島中央郵便局 | 鹿児島郡十島村                 | 2007年まで中之島郵便局の担当                                       |
| 891-53     | 鹿児島中央郵便局 | 鹿児島中央郵便局 | 鹿児島郡十島村                 | 2007年まで宝島郵便局の担当                                         |
| 891-61     | 名瀬郵便局       | 喜界郵便局       | 大島郡喜界町                   | 2007年まで早町郵便局の担当                                         |
| 891-62     | 名瀬郵便局       | 喜界郵便局       | 大島郡喜界町                   |                                                                    |
| 891-71     | 名瀬郵便局       | 亀津郵便局       | 大島郡徳之島町                 | 1982年まで一部区域は井之川郵便局の担当                             |
| 891-74     | 名瀬郵便局       | 花徳郵便局       | 大島郡徳之島町                 | 1988年まで一部区域は母間郵便局・東天城郵便局の担当                 |
| 891-76     | 名瀬郵便局       | 平土野郵便局     | 大島郡天城町                   |                                                                    |
| 891-77     | 名瀬郵便局       | 西阿木名郵便局   | 大島郡天城町                   |                                                                    |
| 891-81     | 名瀬郵便局       | 面縄郵便局       | 大島郡伊仙町                   |                                                                    |
| 891-82     | 名瀬郵便局       | 鹿浦郵便局       | 大島郡伊仙町                   | 2010年まで名瀬支店伊仙集配センター（伊仙郵便局併設）の担当         |
| 891-83     | 名瀬郵便局       | 鹿浦郵便局       | 大島郡伊仙町                   |                                                                    |
| 891-91     | 名瀬郵便局       | 和泊郵便局       | 大島郡和泊町                   |                                                                    |
| 891-92     | 名瀬郵便局       | 知名郵便局       | 大島郡知名町                   |                                                                    |
| 891-93     | 名瀬郵便局       | 与論郵便局       | 大島郡与論町                   |                                                                    |
| 892        | 鹿児島東郵便局   | 鹿児島東郵便局   | 鹿児島市                       |                                                                    |
| 893        | 鹿屋郵便局       | 鹿屋郵便局       | 鹿屋市                         | 1995年まで一部区域は大姶良郵便局・高須郵便局の担当                 |
| 893-01     | 鹿屋郵便局       | 高隈郵便局       | 鹿屋市                         |                                                                    |
| 893-02     | 鹿屋郵便局       | 百引郵便局       | 鹿屋市                         |                                                                    |
| 893-11     | 鹿屋郵便局       | 鹿屋郵便局       | 鹿屋市                         | 2007年まで吾平郵便局の担当                                         |
| 893-12     | 鹿屋郵便局       | 高山郵便局       | 肝属郡肝付町                   | 1990年まで一部区域は波見郵便局の担当                               |
| 893-14     | 鹿屋郵便局       | 内之浦郵便局     | 肝属郡肝付町                   |                                                                    |
| 893-15     | 鹿屋郵便局       | 内之浦郵便局     | 肝属郡肝付町                   | 2015年まで岸良郵便局の担当                                         |
| 893-16     | 鹿屋郵便局       | 鹿屋郵便局       | 鹿屋市、肝属郡東串良町         | 2007年まで串良郵便局の担当                                         |
| 893-23     | 鹿屋郵便局       | 大根占郵便局     | 肝属郡錦江町                   |                                                                    |
| 893-24     | 鹿屋郵便局       | 田代郵便局       | 肝属郡錦江町                   |                                                                    |
| 893-25     | 鹿屋郵便局       | 根占郵便局       | 肝属郡南大隅町                 |                                                                    |
| 893-26     | 鹿屋郵便局       | 佐多郵便局       | 肝属郡南大隅町                 |                                                                    |
| 894        | 名瀬郵便局       | 名瀬郵便局       | 奄美市                         |                                                                    |
| 894-01     | 名瀬郵便局       | 大勝郵便局       | 大島郡龍郷町、奄美市           |                                                                    |
| 894-03     | 名瀬郵便局       | 竜郷郵便局       | 大島郡龍郷町、奄美市           | 1993年まで一部区域は秋名郵便局の担当                               |
| 894-04     | 名瀬郵便局       | 赤尾木郵便局     | 大島郡龍郷町                   |                                                                    |
| 894-05     | 名瀬郵便局       | 赤木名郵便局     | 奄美市                         |                                                                    |
| 894-06     | 名瀬郵便局       | 笠利郵便局       | 奄美市                         |                                                                    |
| 894-07     | 名瀬郵便局       | 名瀬郵便局       | 奄美市                         | 2007年まで大島小湊郵便局の担当                                     |
| 894-11     | 名瀬郵便局       | 住用郵便局       | 奄美市                         | 2005年まで東城郵便局の担当                                         |
| 894-12     | 名瀬郵便局       | 住用郵便局       | 奄美市                         |                                                                    |
| 894-13     | 名瀬郵便局       | 住用郵便局       | 奄美市                         | 2005年まで市郵便局の担当                                           |
| 894-15     | 名瀬郵便局       | 古仁屋郵便局     | 大島郡瀬戸内町                 | 1981年まで一部区域は東古仁屋郵便局（現・瀬戸内阿木名郵便局）の担当 |
| 894-17     | 名瀬郵便局       | 古仁屋郵便局     | 大島郡瀬戸内町                 | 2007年まで篠川郵便局の担当                                         |
| 894-18     | 名瀬郵便局       | 久慈郵便局       | 大島郡瀬戸内町                 | 1992年まで一部区域は西古見郵便局の担当                             |
| 894-21     | 名瀬郵便局       | 古仁屋郵便局     | 大島郡瀬戸内町                 | 2007年まで諸鈍郵便局の担当                                         |
| 894-22     | 名瀬郵便局       | 古仁屋郵便局     | 大島郡瀬戸内町                 | 2007年まで押角郵便局の担当                                         |
| 894-23     | 名瀬郵便局       | 古仁屋郵便局     | 大島郡瀬戸内町                 | 2007年まで西阿室郵便局の担当                                       |
| 894-24     | 名瀬郵便局       | 古仁屋郵便局     | 大島郡瀬戸内町                 | 2007年まで実久郵便局の担当                                         |
| 894-25     | 名瀬郵便局       | 古仁屋郵便局     | 大島郡瀬戸内町                 | 2007年まで池地郵便局の担当                                         |
| 894-26     | 名瀬郵便局       | 古仁屋郵便局     | 大島郡瀬戸内町                 | 2007年まで与路郵便局の担当                                         |
| 894-31     | 名瀬郵便局       | 大和郵便局       | 大島郡大和村                   |                                                                    |
| 894-32     | 名瀬郵便局       | 大和郵便局       | 大島郡大和村                   | 2018年まで名音郵便局の担当                                         |
| 894-33     | 名瀬郵便局       | 宇検郵便局       | 大島郡宇検村                   |                                                                    |
| 894-34     | 名瀬郵便局       | 宇検郵便局       | 大島郡宇検村                   | 2018年まで宇検久志郵便局の担当                                     |
| 894-35     | 名瀬郵便局       | 宇検郵便局       | 大島郡宇検村                   | 2018年まで名柄郵便局の担当                                         |
| 894-36     | 名瀬郵便局       | 阿室郵便局       | 大島郡宇検村                   |                                                                    |
| 895        | 川内郵便局       | 川内郵便局       | 薩摩川内市                     |                                                                    |
| 895-01     | 川内郵便局       | 高江郵便局       | 薩摩川内市                     |                                                                    |
| 895-02     | 川内郵便局       | 高城郵便局       | 薩摩川内市                     |                                                                    |
| 895-11     | 川内郵便局       | 東郷郵便局       | 薩摩川内市                     |                                                                    |
| 895-12     | 川内郵便局       | 樋脇郵便局       | 薩摩川内市                     | 1993年まで一部区域は市比野郵便局（現・市比野温泉郵便局）の担当     |
| 895-14     | 川内郵便局       | 入来郵便局       | 薩摩川内市                     |                                                                    |
| 895-15     | 川内郵便局       | 祁答院郵便局     | 薩摩川内市                     |                                                                    |
| 895-17     | 加治木郵便局     | 宮之城郵便局     | 薩摩郡さつま町                 | 2007年まで山崎郵便局の担当                                         |
| 895-18     | 加治木郵便局     | 宮之城郵便局     | 薩摩郡さつま町                 |                                                                    |
| 895-21     | 加治木郵便局     | 宮之城郵便局     | 薩摩郡さつま町                 | 2016年まで鶴田郵便局の担当                                         |
| 895-22     | 加治木郵便局     | 薩摩郵便局       | 薩摩郡さつま町                 | 1991年まで一部区域は永野郵便局の担当                               |
| 895-24     | 加治木郵便局     | 大口郵便局       | 伊佐市                         | 2015年まで西太良郵便局の担当                                       |
| 895-25     | 加治木郵便局     | 大口郵便局       | 伊佐市                         |                                                                    |
| 895-26     | 加治木郵便局     | 山野郵便局       | 伊佐市                         |                                                                    |
| 895-27     | 加治木郵便局     | 菱刈郵便局       | 伊佐市                         |                                                                    |
| 895-28     | 加治木郵便局     | 菱刈郵便局       | 伊佐市                         | 2002年まで薩摩本城郵便局の担当                                     |
| 896        | 串木野郵便局     | 串木野郵便局     | いちき串木野市                 | 1991年まで一部区域は羽島郵便局の担当                               |
| 896-11     | 川内郵便局       | 中甑郵便局       | 薩摩川内市                     | 2007年まで里郵便局の担当                                           |
| 896-12     | 川内郵便局       | 中甑郵便局       | 薩摩川内市                     | 2002年まで一部区域は串木野郵便局の担当                             |
| 896-13     | 川内郵便局       | 中甑郵便局       | 薩摩川内市                     | 2024年2月18日まで鹿島郵便局の担当                                  |
| 896-14     | 川内郵便局       | 長浜郵便局       | 薩摩川内市                     |                                                                    |
| 896-15     | 川内郵便局       | 手打郵便局       | 薩摩川内市                     | 2018年まで青瀬郵便局の担当                                         |
| 896-16     | 川内郵便局       | 手打郵便局       | 薩摩川内市                     |                                                                    |
| 897        | 加世田郵便局     | 加世田郵便局     | 南さつま市                     |                                                                    |
| 897-01     | 加世田郵便局     | 川辺郵便局       | 南九州市                       | 2007年まで勝目郵便局の担当                                         |
| 897-02     | 加世田郵便局     | 川辺郵便局       | 南九州市                       |                                                                    |
| 897-03     | 加世田郵便局     | 知覧郵便局       | 南九州市                       |                                                                    |
| 897-11     | 加世田郵便局     | 万世郵便局       | 南さつま市                     |                                                                    |
| 897-12     | 加世田郵便局     | 大浦郵便局       | 南さつま市                     |                                                                    |
| 897-13     | 加世田郵便局     | 笠沙郵便局       | 南さつま市                     |                                                                    |
| 898        | 枕崎郵便局       | 枕崎郵便局       | 枕崎市                         |                                                                    |
| 898-01     | 加世田郵便局     | 坊郵便局         | 南さつま市                     |                                                                    |
| 898-02     | 加世田郵便局     | 坊郵便局         | 南さつま市                     | 2015年まで坊津久志郵便局の担当                                     |
| 899        | 鹿児島郵便局     |                  | 鹿児島県全域                   | 地域区分専門郵便局                                                 |
| 899-01     | 川内郵便局       | 出水郵便局       | 出水市                         | 2017年まで米ノ津郵便局の担当                                       |
| 899-02     | 川内郵便局       | 出水郵便局       | 出水市                         |                                                                    |
| 899-03     | 川内郵便局       | 出水郵便局       | 出水市                         | 2007年まで大川内郵便局の担当                                       |
| 899-04     | 川内郵便局       | 高尾野郵便局     | 出水市                         | 2006年まで一部区域は米ノ津郵便局の担当                             |
| 899-05     | 川内郵便局       | 高尾野郵便局     | 出水市                         | 2015年まで野田郵便局の担当                                         |
| 899-11     | 川内郵便局       | 阿久根郵便局     | 阿久根市                       | 2015年まで脇本郵便局の担当                                         |
| 899-12     | 川内郵便局       | 長島郵便局       | 出水郡長島町                   | 2007年まで山門野郵便局の担当                                       |
| 899-13     | 川内郵便局       | 長島郵便局       | 出水郡長島町                   |                                                                    |
| 899-14     | 川内郵便局       | 鷹巣郵便局       | 出水郡長島町                   |                                                                    |
| 899-15     | 川内郵便局       | 鷹巣郵便局       | 出水郡長島町                   | 2007年まで獅子島郵便局の担当                                       |
| 899-16     | 川内郵便局       | 阿久根郵便局     | 阿久根市                       |                                                                    |
| 899-17     | 川内郵便局       | 阿久根郵便局     | 阿久根市                       | 2007年まで大川郵便局の担当                                         |
| 899-18     | 川内郵便局       | 水引郵便局       | 薩摩川内市                     | 2018年まで西方郵便局の担当                                         |
| 899-19     | 川内郵便局       | 水引郵便局       | 薩摩川内市                     |                                                                    |
| 899-21     | 串木野郵便局     | 串木野郵便局     | いちき串木野市                 | 2007年まで市来郵便局の担当                                         |
| 899-22     | 鹿児島中央郵便局 | 東市来郵便局     | 日置市                         |                                                                    |
| 899-23     | 鹿児島中央郵便局 | 上市来郵便局     | 日置市                         |                                                                    |
| 899-24     | 鹿児島中央郵便局 | 下伊集院郵便局   | 日置市                         |                                                                    |
| 899-25     | 鹿児島中央郵便局 | 伊集院郵便局     | 日置市、鹿児島市               | 1989年まで一部区域は伊集院北郵便局の担当                           |
| 899-27     | 鹿児島中央郵便局 | 上伊集院郵便局   | 鹿児島市                       |                                                                    |
| 899-31     | 鹿児島中央郵便局 | 日置郵便局       | 日置市                         |                                                                    |
| 899-32     | 鹿児島中央郵便局 | 日置郵便局       | 日置市、鹿児島市               | 2015年まで吉利郵便局の担当                                         |
| 899-33     | 鹿児島中央郵便局 | 吹上郵便局       | 日置市                         |                                                                    |
| 899-34     | 加世田郵便局     | 田布施郵便局     | 南さつま市                     |                                                                    |
| 899-35     | 加世田郵便局     | 阿多郵便局       | 南さつま市                     |                                                                    |
| 899-36     | 加世田郵便局     | 加世田郵便局     | 南さつま市                     | 2007年まで津貫郵便局の担当                                         |
| 899-41     | 国分郵便局       | 財部郵便局       | 曽於市                         |                                                                    |
| 899-42     | 国分郵便局       | 霧島郵便局       | 霧島市                         |                                                                    |
| 899-43     | 国分郵便局       | 国分郵便局       | 霧島市                         |                                                                    |
| 899-44     | 国分郵便局       | 国分郵便局       | 霧島市                         | 2004年まで敷根郵便局の担当                                         |
| 899-45     | 国分郵便局       | 国分郵便局       | 霧島市                         | 2007年まで福山郵便局の担当                                         |
| 899-46     | 鹿児島中央郵便局 | 大隅垂水郵便局   | 垂水市                         | 2008年まで鹿児島支店牛根集配センター（牛根郵便局併設）の担当       |
| 899-51     | 国分郵便局       | 国分郵便局       | 霧島市                         | 2004年まで隼人郵便局の担当                                         |
| 899-52     | 加治木郵便局     | 加治木郵便局     | 姶良市                         |                                                                    |
| 899-53     | 加治木郵便局     | 蒲生郵便局       | 姶良市                         |                                                                    |
| 899-54     | 加治木郵便局     | 加治木郵便局     | 姶良市                         | 2017年まで姶良郵便局の担当                                         |
| 899-55     | 加治木郵便局     | 山田郵便局       | 姶良市                         |                                                                    |
| 899-56     | 加治木郵便局     | 重富郵便局       | 姶良市                         |                                                                    |
| 899-61     | 加治木郵便局     | 栗野郵便局       | 姶良郡湧水町                   | 2007年まで吉松郵便局の担当                                         |
| 899-62     | 加治木郵便局     | 栗野郵便局       | 姶良郡湧水町                   |                                                                    |
| 899-63     | 加治木郵便局     | 横川郵便局       | 霧島市                         |                                                                    |
| 899-64     | 加治木郵便局     | 溝辺郵便局       | 霧島市                         |                                                                    |
| 899-65     | 国分郵便局       | 牧園郵便局       | 霧島市                         |                                                                    |
| 899-66     | 国分郵便局       | 牧園郵便局       | 霧島市                         | 2007年まで霧島温泉郵便局の担当                                     |
| 899-71     | 国分郵便局       | 志布志郵便局     | 志布志市                       |                                                                    |
| 899-72     | 国分郵便局       | 志布志郵便局     | 志布志市                       | 2007年まで内之倉郵便局の担当                                       |
| 899-73     | 国分郵便局       | 大崎郵便局       | 曽於郡大崎町                   |                                                                    |
| 899-74     | 国分郵便局       | 有明郵便局       | 志布志市                       |                                                                    |
| 899-75     | 国分郵便局       | 有明郵便局       | 志布志市                       | 2015年まで蓬原郵便局の担当                                         |
| 899-76     | 国分郵便局       | 松山郵便局       | 志布志市                       |                                                                    |
| 899-81     | 国分郵便局       | 岩川郵便局       | 曽於市                         |                                                                    |
| 899-82     | 国分郵便局       | 岩川郵便局       | 曽於市                         | 2016年まで月野郵便局の担当                                         |
| 899-83     | 国分郵便局       | 野方郵便局       | 曽於郡大崎町、曽於市、志布志市 |                                                                    |
| 899-84     | 国分郵便局       | 岩川郵便局       | 曽於市                         | 2016年まで恒吉郵便局（2023年3月1日廃局）の担当                     |
| 899-85     | 鹿屋郵便局       | 百引郵便局       | 鹿屋市                         | 2005年まで市成郵便局の担当                                         |
| 899-86     | 国分郵便局       | 末吉郵便局       | 曽於市                         | 1991年まで一部区域は南之郷郵便局の担当                             |

### 地域番号90（沖縄県）
| 郵便区番号 | 管轄局         | 集配局         | 担当区域（一部または全域） | 備考                                                             |
| ---------- | -------------- | -------------- | -------------------------- | ---------------------------------------------------------------- |
| 900        | 那覇中央郵便局 | 那覇中央郵便局 | 那覇市                     |                                                                  |
| 901-01     | 那覇中央郵便局 | 那覇中央郵便局 | 那覇市                     | 1997年まで小禄郵便局の担当                                       |
| 901-02     | 豊見城郵便局   | 豊見城郵便局   | 豊見城市                   |                                                                  |
| 901-03     | 糸満郵便局     | 糸満郵便局     | 糸満市                     |                                                                  |
| 901-04     | 南風原中郵便局 | 東風平郵便局   | 島尻郡八重瀬町             |                                                                  |
| 901-05     | 南風原中郵便局 | 東風平郵便局   | 島尻郡八重瀬町             | 2005年まで具志頭郵便局の担当                                     |
| 901-06     | 南風原中郵便局 | 玉城郵便局     | 南城市                     |                                                                  |
| 901-11     | 南風原中郵便局 | 南風原中郵便局 | 島尻郡南風原町             |                                                                  |
| 901-12     | 南風原中郵便局 | 南風原中郵便局 | 南城市                     | 2012年まで南風原支店大里集配センター（大里郵便局併設）の担当     |
| 901-13     | 南風原中郵便局 | 南風原中郵便局 | 島尻郡与那原町             | 2012年まで南風原支店与那原集配センター（与那原郵便局併設）の担当 |
| 901-14     | 南風原中郵便局 | 南風原中郵便局 | 南城市                     | 2012年まで南風原支店佐敷集配センター（佐敷郵便局併設）の担当     |
| 901-15     | 南風原中郵便局 | 知念郵便局     | 南城市                     |                                                                  |
| 901-21     | 浦添郵便局     | 浦添郵便局     | 浦添市                     |                                                                  |
| 901-22     | 宜野湾郵便局   | 宜野湾郵便局   | 宜野湾市                   |                                                                  |
| 901-23     | 宜野湾郵便局   | 中城郵便局     | 中頭郡北中城村             | 2006年まで北中城郵便局の担当                                     |
| 901-24     | 宜野湾郵便局   | 中城郵便局     | 中頭郡中城村               |                                                                  |
| 901-25     | 浦添郵便局     | 浦添郵便局     | 浦添市                     | 1998年に「901-21」より分割                                       |
| 901-26     | 浦添郵便局     | 浦添郵便局     | 浦添市                     | 1998年に「901-21」より分割                                       |
| 901-27     | 宜野湾郵便局   | 宜野湾郵便局   | 宜野湾市                   | 1998年に「901-22」より分割                                       |
| 901-31     | 那覇中央郵便局 | 久米島郵便局   | 島尻郡久米島町             | 1983年まで一部区域は大田郵便局の担当                             |
| 901-33     | 那覇中央郵便局 | 那覇中央郵便局 | 島尻郡座間味村             | 2007年まで阿嘉郵便局の担当                                       |
| 901-34     | 那覇中央郵便局 | 那覇中央郵便局 | 島尻郡座間味村             | 2007年まで座間味郵便局の担当                                     |
| 901-35     | 那覇中央郵便局 | 那覇中央郵便局 | 島尻郡渡嘉敷村             | 2007年まで渡嘉敷郵便局の担当                                     |
| 901-36     | 那覇中央郵便局 | 那覇中央郵便局 | 島尻郡渡名喜村             | 2007年まで渡名喜郵便局の担当                                     |
| 901-37     | 那覇中央郵便局 | 那覇中央郵便局 | 島尻郡粟国村               | 2007年まで粟国郵便局の担当                                       |
| 901-38     | 那覇中央郵便局 | 那覇中央郵便局 | 島尻郡南大東村             | 2007年まで南大東郵便局の担当                                     |
| 901-39     | 那覇中央郵便局 | 那覇中央郵便局 | 島尻郡北大東村             | 2007年まで北大東郵便局の担当                                     |
| 902        | 那覇東郵便局   | 那覇東郵便局   | 那覇市                     |                                                                  |
| 903        | 首里北郵便局   | 首里北郵便局   | 那覇市                     |                                                                  |
| 903-01     | 浦添郵便局     | 浦添郵便局     | 中頭郡西原町               | 2006年まで西原郵便局の担当                                       |
| 903-02     | 浦添郵便局     | 浦添郵便局     | 中頭郡西原町               | 1998年に「903-01」より分割 2006年まで西原郵便局の担当            |
| 904        | 沖縄郵便局     | 沖縄郵便局     | 沖縄市                     |                                                                  |
| 904-01     | 沖縄郵便局     | 沖縄郵便局     | 中頭郡北谷町               | 2015年まで北谷郵便局の担当                                       |
| 904-02     | 沖縄郵便局     | 読谷集配分室   | 中頭郡嘉手納町             | 2021年6月20日まで嘉手納郵便局の担当                              |
| 904-03     | 沖縄郵便局     | 読谷集配分室   | 中頭郡読谷村               | 2020年まで読谷郵便局の担当                                       |
| 904-04     | 具志川郵便局   | 石川郵便局     | 国頭郡恩納村               | 2007年まで恩納郵便局の担当                                       |
| 904-11     | 具志川郵便局   | 石川郵便局     | うるま市                   |                                                                  |
| 904-12     | 具志川郵便局   | 石川郵便局     | 国頭郡金武町               | 2007年まで金武郵便局の担当                                       |
| 904-13     | 具志川郵便局   | 石川郵便局     | 国頭郡宜野座村             | 2007年まで宜野座郵便局の担当                                     |
| 904-21     | 沖縄美里郵便局 | 沖縄美里郵便局 | 沖縄市                     |                                                                  |
| 904-22     | 具志川郵便局   | 具志川郵便局   | うるま市                   |                                                                  |
| 904-23     | 具志川郵便局   | 与勝郵便局     | うるま市                   |                                                                  |
| 904-24     | 具志川郵便局   | 与勝郵便局     | うるま市                   | 2006年まで平安座郵便局の担当                                     |
| 905        | 名護郵便局     | 名護郵便局     | 名護市                     | 1981年まで一部区域は屋部郵便局の担当                             |
| 905-02     | 名護郵便局     | 本部郵便局     | 国頭郡本部町               | 1981年まで一部区域は上本部郵便局の担当                           |
| 905-04     | 名護郵便局     | 今帰仁郵便局   | 国頭郡今帰仁村             |                                                                  |
| 905-05     | 名護郵便局     | 本部郵便局     | 国頭郡伊江村               | 2007年まで伊江郵便局の担当                                       |
| 905-06     | 名護郵便局     | 今帰仁郵便局   | 島尻郡伊是名村             | 2007年まで伊是名郵便局の担当                                     |
| 905-07     | 名護郵便局     | 今帰仁郵便局   | 島尻郡伊平屋村             | 2007年まで伊平屋郵便局の担当                                     |
| 905-11     | 名護郵便局     | 羽地郵便局     | 名護市                     |                                                                  |
| 905-12     | 名護郵便局     | 東郵便局       | 国頭郡東村                 |                                                                  |
| 905-13     | 名護郵便局     | 国頭郵便局     | 国頭郡大宜味村             | 2006年まで大宜味郵便局の担当                                     |
| 905-14     | 名護郵便局     | 国頭郵便局     | 国頭郡国頭村               |                                                                  |
| 905-15     | 名護郵便局     | 国頭郵便局     | 国頭郡国頭村               | 2015年まで奥郵便局（現・奥簡易郵便局）の担当                     |
| 905-16     | 名護郵便局     | 羽地郵便局     | 名護市                     | 1999年まで屋我地郵便局（現・屋我地簡易郵便局）の担当             |
| 905-21     | 名護郵便局     | 久辺郵便局     | 名護市                     |                                                                  |
| 905-22     | 名護郵便局     | 久辺郵便局     | 名護市                     | 2006年まで久志郵便局の担当                                       |
| 906        | 宮古郵便局     | 宮古郵便局     | 宮古島市                   |                                                                  |
| 906-01     | 宮古郵便局     | 宮古郵便局     | 宮古島市                   | 2005年まで城辺郵便局の担当                                       |
| 906-02     | 宮古郵便局     | 宮古郵便局     | 宮古島市                   | 2005年まで上野郵便局の担当                                       |
| 906-03     | 宮古郵便局     | 宮古郵便局     | 宮古島市                   | 2005年まで下地郵便局の担当                                       |
| 906-04     | 宮古郵便局     | 宮古郵便局     | 宮古島市                   | 2005年まで池間郵便局の担当                                       |
| 906-05     | 宮古郵便局     | 宮古郵便局     | 宮古島市                   | 2006年まで伊良部郵便局の担当                                     |
| 906-06     | 宮古郵便局     | 宮古郵便局     | 宮古郡多良間村             | 2007年まで多良間郵便局の担当                                     |
| 907        | 八重山郵便局   | 八重山郵便局   | 石垣市                     | 1985年まで一部区域は沖縄大浜郵便局（現・大浜郵便局）の担当       |
| 907-02     | 八重山郵便局   | 八重山郵便局   | 石垣市                     | 2006年まで白保郵便局の担当                                       |
| 907-03     | 八重山郵便局   | 八重山郵便局   | 石垣市                     | 2006年まで伊原間郵便局の担当                                     |
| 907-04     | 八重山郵便局   | 八重山郵便局   | 石垣市                     | 2006年まで川平郵便局の担当                                       |
| 907-11     | 八重山郵便局   | 八重山郵便局   | 八重山郡竹富町             | 2007年まで竹富郵便局の担当                                       |
| 907-12     | 八重山郵便局   | 八重山郵便局   | 八重山郡竹富町             | 2007年まで小浜島郵便局の担当                                     |
| 907-13     | 八重山郵便局   | 八重山郵便局   | 八重山郡竹富町             | 2007年まで黒島郵便局の担当                                       |
| 907-14     | 八重山郵便局   | 八重山郵便局   | 八重山郡竹富町             | 2007年まで西表大原郵便局の担当                                   |
| 907-15     | 八重山郵便局   | 八重山郵便局   | 八重山郡竹富町             | 2007年まで西表島郵便局の担当                                     |
| 907-17     | 八重山郵便局   | 八重山郵便局   | 八重山郡竹富町             | 2007年まで波照間郵便局の担当                                     |
| 907-18     | 八重山郵便局   | 八重山郵便局   | 八重山郡与那国町           | 2007年まで与那国郵便局の担当                                     |